# WeatherTech SportsCar Championship 2021
Navigation
Édition précédente Édition suivante
La saison 2021 du WeatherTech SportsCar Championship est la huitième édition de cette compétition issue de la fusion des championnats American Le Mans Series et Rolex Sports Car Series.
Michelin reste partenaire de la mini série regroupant les quatre principales courses du championnat (24 Heures de Daytona, 12 Heures de Sebring, 6 Heures de Watkins Glen et Petit Le Mans) en lui donnant le nom de Michelin Endurance Cup.
Contrairement aux saisons précédentes, le championnat 2021 à un format comprenant cinq catégories avec l'apparition des LMP3.

## Calendrier
| Rnd. | Course                                                      | Durée               | Classes               | Circuit                        | Lieu          | État, Pays              | Date            |
| ---- | ----------------------------------------------------------- | ------------------- | --------------------- | ------------------------------ | ------------- | ----------------------- | --------------- |
| 1    | Rolex 24 at Daytona                                         | 24 heures           | Toutes                | Daytona International Speedway | Daytona Beach | Floride, États-Unis     | 30 & 31 janvier |
| 2    | Mobil 1 12 Hours of Sebring Presented by Advance Auto Parts | 12 heures           | Toutes                | Sebring International Raceway  | Sebring       | Floride, États-Unis     | 20 mars         |
| 3    | Acura Sports Car Challenge at Mid-Ohio                      | 2 heures 40 minutes | DPi, LMP3 & GTD       | Mid-Ohio Sports Car Course     | Lexington     | Ohio, États-Unis        | 16 mai          |
| 4    | Detroit Grand Prix                                          | 1 heure 40 minutes  | DPi, LMP2 & GTD       | Circuit de Belle Isle          | Détroit       | Michigan, États-Unis    | 12 juin         |
| 5    | Sahlen's Six Hours of The Glen                              | 6 heures            | Toutes                | Watkins Glen International     | Watkins Glen  | New York, États-Unis    | 27 juin         |
| 6    | WeatherTech 240 at the Glen                                 | 2 heures 40 minutes | Toutes                | Watkins Glen International     | Watkins Glen  | New York, États-Unis    | 2 juillet       |
| 7    | Northeast Grand Prix                                        | 2 heures 40 minutes | GTLM & GTD            | Lime Rock Park                 | Lakeville     | Connecticut, États-Unis | 17 juillet      |
| 8    | IMSA Sportscar Weekend                                      | 2 heures 40 minutes | Toutes                | Road America                   | Elkhart Lake  | Wisconsin, États-Unis   | 8 août          |
| 9    | WeatherTech Raceway Laguna Seca                             | 2 heures 40 minutes | DPi, LMP2, GTLM & GTD | Circuit de Laguna Seca         | Monterey      | Californie, États-Unis  | 12 septembre    |
| 10   | Acura Grand Prix of Long Beach                              | 1 heure 40 minutes  | DPi, GTLM & GTD       | Circuit urbain de Long Beach   | Long Beach    | Californie, États-Unis  | 25 septembre    |
| 11   | Michelin GT Challenge at VIR                                | 2 heures 40 minutes | GTLM, GTD             | Virginia International Raceway | Alton         | Virginie, États-Unis    | 9 octobre       |
| 12   | Motul Petit Le Mans                                         | 10 heures           | Toutes                | Road Atlanta                   | Braselton     | Géorgie, États-Unis     | 13 novembre     |

## Engagés

### DPi

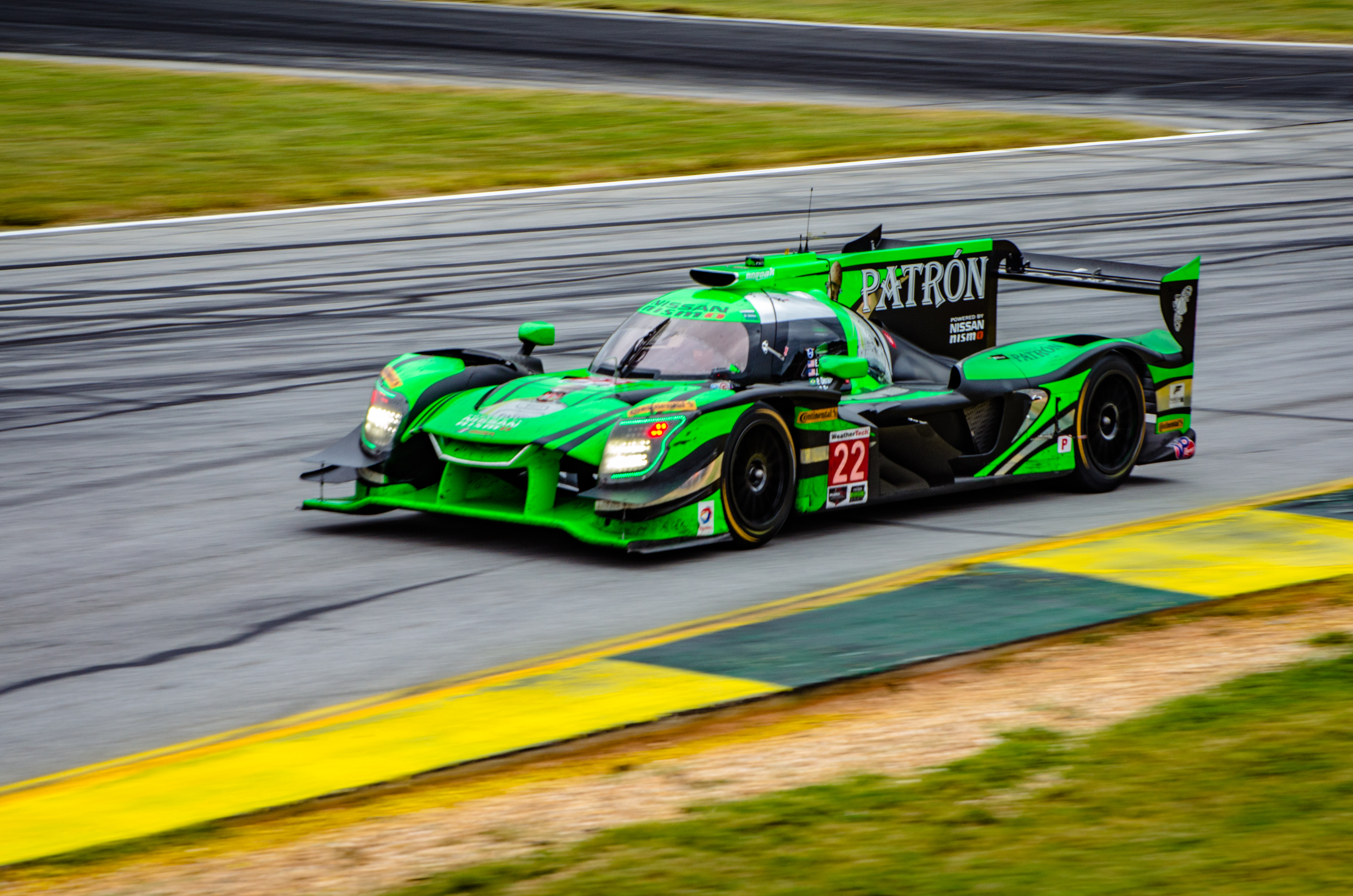
Nissan Onroak DPi

La classe DPi, répond à la réglementation Daytona Prototype International (DPi) ou les constructeurs automobiles utilisent un des châssis homologués par ACO et la FIA en LMP2 mais avec la possibilité de modifier la carrosserie et le moteur. Les zones de la carrosserie se situent au niveau de l'avant, des pontons et des ailes arrière et peuvent être modifiées sur le plan aérodynamique pour « coller » à l’esprit du constructeur.
La Balance des Performances (BOP) entre les DPi sera étudiée avec des essais en soufflerie. Les commissaires de l'IMSA testeront et vérifieront également les moteurs avec pour objectif une puissance de 600 ch et un niveau comparable de puissance et de couple.
Acura (Oreca), Mazda (Riley Technologies), Cadillac (Dallara) et Nissan (Onroak Automotive) ont développé des voitures répondant à cette réglementation.
Les pneus Michelin sont utilisés par toutes les voitures.
| No. | Pays                   | Équipe                                                   | Voiture          | Pilotes                       | Pilotes                      | Pilotes                         | Pilotes                |
| DPi | DPi                    | DPi                                                      | DPi              | DPi                           | DPi                          | DPi                             | DPi                    |
| --- | ---------------------- | -------------------------------------------------------- | ---------------- | ----------------------------- | ---------------------------- | ------------------------------- | ---------------------- |
| 01  |                        | Chip Ganassi Racing                                      | Cadillac DPi-V.R | Renger van der Zande (Toutes) | Kevin Magnussen (1–10)       | Scott Dixon (1–2, 12)           | Earl Bamber (12)       |
| 5   |                        | JDC Miller Motorsports                                   | Cadillac DPi-V.R | Loïc Duval (Toutes)           | Tristan Vautier (Toutes)     | Sébastien Bourdais (1–2, 5, 12) |                        |
| 10  |                        | Wayne Taylor Racing                                      | Acura ARX-05     | Filipe Albuquerque (Toutes)   | Ricky Taylor (Toutes)        | Alexander Rossi (1–2, 5, 12)    | Helio Castroneves (1)  |
| 31  |                        | Whelen Engineering Racing                                | Cadillac DPi-V.R | Pipo Derani (Toutes)          | Felipe Nasr (Toutes)         | Mike Conway (1–2, 5, 12)        | Chase Elliott (1)      |
| 48  |                        | Action Express Racing                                    | Cadillac DPi-V.R | Jimmie Johnson (1–2, 5, 12)   | Kamui Kobayashi (1–2, 5, 12) | Simon Pagenaud (1–2, 5, 12)     | Mike Rockenfeller (1)  |
| 55  |                        | Mazda Motorsports                                        | Mazda RT24-P     | Oliver Jarvis (Toutes)        | Harry Tincknell (Toutes)     | Jonathan Bomarito (1–2, 5, 12)  |                        |
| 60  |                        | Meyer Shank Racing avec Curb Agajanian Performance Group | Acura ARX-05     | Dane Cameron (Toutes)         | Olivier Pla (1–6, 8–10)      | Juan Pablo Montoya (1–2, 12)    | A. J. Allmendinger (1) |
| 60  | Helio Castroneves (12) | Meyer Shank Racing avec Curb Agajanian Performance Group | Acura ARX-05     |                               |                              |                                 |                        |

### LMP2

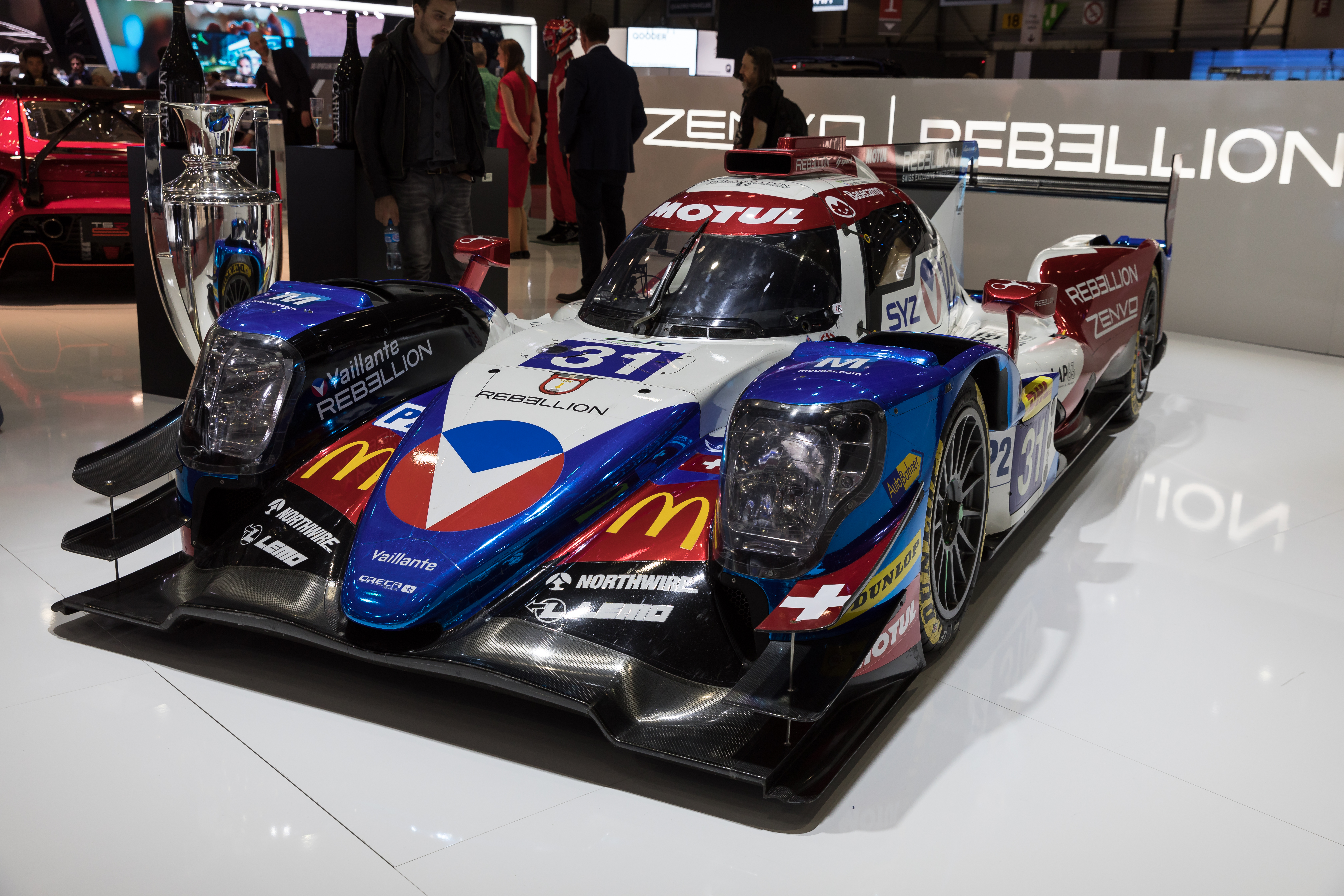
Oreca 07

La classe LMP2, est composée de voitures répondant à la réglementation LMP2 mise en place par l'ACO et la FIA pour le championnat du monde d'endurance FIA, c'est-à-dire un châssis Dallara, Ligier, Oreca ou Riley Technologies équipé d'un moteur V8 atmosphérique Gibson. Il n'y a pas de BOP dans cette catégorie.
Les pneus Michelin sont utilisés par toutes les voitures.
Cette classe étant une classe Pro-Am, chaque voiture ne doit pas être pilotée par plus de deux pilotes Platinium ou Or sur les courses d'endurance et doivent être pilotées par au moins un pilote Argent ou Bronze sur les autres courses. Le départ doit obligatoirement être pris par le pilote Bronze ou Argent.
| No.  | Pays                   | Équipe                        | Voiture        | Pilotes                        | Pilotes                           | Pilotes                     | Pilotes                 |
| LMP2 | LMP2                   | LMP2                          | LMP2           | LMP2                           | LMP2                              | LMP2                        | LMP2                    |
| ---- | ---------------------- | ----------------------------- | -------------- | ------------------------------ | --------------------------------- | --------------------------- | ----------------------- |
| 8    |                        | Tower Motorsport By Starworks | Oreca 07       | Gabriel Aubry (Toutes)         | John Farano (Toutes)              | Timothé Buret (1–2)         | Matthieu Vaxivière (1)  |
| 8    | James French (5, 12)   | Tower Motorsport By Starworks | Oreca 07       |                                |                                   |                             |                         |
| 11   |                        | WIN Autosport                 | Oreca 07       | Tristan Nunez (Toutes)         | Steven Thomas (Toutes)            | Thomas Merrill (1–2, 5, 12) | Matthew Bell (1)        |
| 18   |                        | Era Motorsport                | Oreca 07       | Ryan Dalziel (1–2, 5, 8–9, 12) | Dwight Merriman (1–2, 5, 8–9, 12) | Kyle Tilley (1–2, 5, 12)    | Paul-Loup Chatin (1)    |
| 20   |                        | High Class Racing             | Oreca 07       | Dennis Andersen (1)            | Anders Fjordbach (1)              | Ferdinand Habsburg (1)      | Robert Kubica (1)       |
| 22   |                        | United Autosports             | Oreca 07       | Wayne Boyd (2, 5, 12)          | James McGuire (2, 5, 12)          | Guy Smith (2, 5, 12)        |                         |
| 29   |                        | Racing Team Nederland         | Oreca 07       | Frits van Eerd (1)             | Giedo van der Garde (1)           | Charles Milesi (1)          | Job van Uitert (1)      |
| 47   |                        | Cetilar Racing                | Dallara P217   | Andrea Belicchi (1)            | Antonio Fuoco (1)                 | Roberto Lacorte (1)         | Giorgio Sernagiotto (1) |
| 51   |                        | RWR Eurasia                   | Ligier JS P217 | Austin Dillon (1)              | Sven Müller (1)                   | Cody Ware (en) (1)          | Salih Yoluç (1)         |
| 52   |                        | PR1/Mathiasen Motorsports     | Oreca 07       | Mikkel Jensen (Toutes)         | Ben Keating (Toutes)              | Scott Huffaker (1–2, 5, 12) | Nicolas Lapierre (1)    |
| 81   |                        | DragonSpeed USA               | Oreca 07       | Garett Grist (1)               | Ben Hanley (1)                    | Rob Hodes (1)               | Rinus VeeKay (1)        |
| 82   | Devlin DeFrancesco (1) | DragonSpeed USA               | Oreca 07       | Eric Lux (1)                   | Christopher Mies (1)              | Fabian Schiller (en) (1)    |                         |

### LMP3

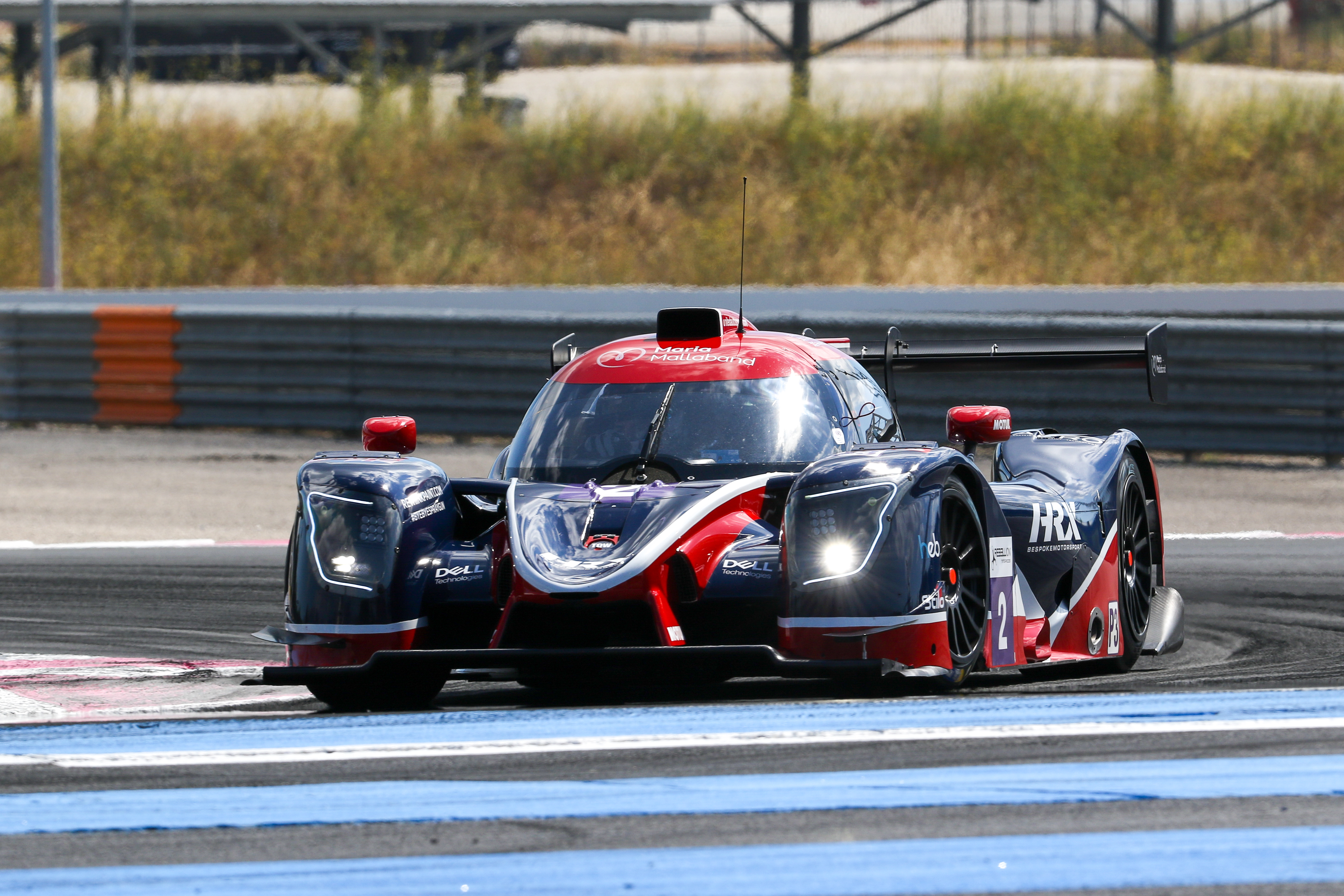
Ligier JS P320 de l"écurie United Autosports

La classe LMP3, est composée de voitures répondant à la réglementation LMP3 mise en place par l'ACO et la FIA pour des championnats tels que le WeatherTech SportsCar Championship, l'European Le Mans Series et l'Asian Le Mans Series c'est-à-dire un châssis Ligier, Duqueine Engineering, Ginetta ou ADESS AG (en) équipé d'un moteur Nissan VK56 5,6 l V8 Atmo. Il n'y a pas de BOP dans cette catégorie.
Les pneus Michelin sont utilisés par toutes les voitures.
Cette classe étant une classe Pro-Am, chaque voiture ne doit pas être pilotée par plus de deux pilotes Platinium ou Or sur les courses d'endurance et doivent être pilotées par au moins un pilote Argent ou Bronze sur les autres courses. Le départ doit obligatoirement être pris par le pilote Bronze ou Argent
| No.  | Pays                         | Équipe                         | Voiture            | Pilotes                              | Pilotes                      | Pilotes                         | Pilotes               |
| LMP3 | LMP3                         | LMP3                           | LMP3               | LMP3                                 | LMP3                         | LMP3                            | LMP3                  |
| ---- | ---------------------------- | ------------------------------ | ------------------ | ------------------------------------ | ---------------------------- | ------------------------------- | --------------------- |
| 2    |                              | United Autosports              | Ligier JS P320     | Niklas Krütten (5, 12)               | Edouard Cauhaupé (5)         | Austin McCusker (5)             | Andy Meyrick (12)     |
| 2    | Tom Gamble (12)              | United Autosports              | Ligier JS P320     |                                      |                              |                                 |                       |
| 6    |                              | Mühlner Motorsports America    | Duqueine M30 - D08 | Laurents Hörr (1)                    | Kenton Koch (1)              | Moritz Kranz (1)                | Stevan McAleer (1)    |
| 7    |                              | Forty7 Motorsports             | Duqueine M30 - D08 | Gabby Chaves (1)                     | Trenton Estep (en) (1)       | Mark Kvamme (1, 12)             | Ryan Norman (en) (1)  |
| 7    | Oliver Askew (2)             | Forty7 Motorsports             | Duqueine M30 - D08 | Stevan McAleer (2)                   | Austin McCusker (2)          | Rodrigo Pflucker (es) (12)      |                       |
| 7    | Stefan Rzadzinski (en) (12)  | Forty7 Motorsports             | Duqueine M30 - D08 |                                      |                              |                                 |                       |
| 30   |                              | Jr III Racing                  | Ligier JS P320     | Terry Olson (8)                      | Mike Skeen (en) (8)          | Garett Grist (12)               | Spencer Pigot (12)    |
| 33   |                              | Sean Creech Motorsport         | Ligier JS P320     | João Barbosa (1-3)                   | Lance Willsey (1-3)          | Yann Clairay (1-2)              | Wayne Boyd (1)        |
| 36   |                              | Andretti Autosport             | Ligier JS P320     | Jarett Andretti (en) (3, 5–6, 8, 12) | Oliver Askew (3, 5–6, 8, 12) | Marco Andretti (5)              | Josh Burdon (en) (12) |
| 38   |                              | Performance Tech Motorsports   | Ligier JS P320     | Rasmus Lindh (en) (Toutes)           | Mateo Llarena (1–2, 5–6)     | Cameron Cassels (1)             | Ayrton Or (1)         |
| 38   | Dan Goldburg (2–3, 8, 12)    | Performance Tech Motorsports   | Ligier JS P320     |                                      |                              |                                 |                       |
| 40   |                              | FastMD Racing                  | Duqueine M30 - D08 | Todd Archer (12)                     | Max Hanratty (12)            | James Vance (12)                |                       |
| 54   |                              | CORE Autosport                 | Ligier JS P320     | Jon Bennett (en) (Toutes)            | Colin Braun (Toutes)         | George Kurtz (1–2, 5, 12)       | Matt McMurry (1)      |
| 61   |                              | Wulver Racing                  | Ligier JS P320     | Tõnis Kasemets (8)                   | Augie Pabst (8)              |                                 |                       |
| 74   |                              | Riley Motorsports              | Ligier JS P320     | Gar Robinson (Toutes)                | Scott Andrews (1–2, 5, 12)   | Spencer Pigot (1-2)             | Oliver Askew (1)      |
| 74   | Felipe Fraga (3, 5–6, 8, 12) | Riley Motorsports              | Ligier JS P320     |                                      |                              |                                 |                       |
| 83   |                              | WIN Autosport                  | Duqueine M30 - D08 | Matthew Bell (2, 12)                 | Niklas Krütten (2)           | Rodrigo Sales (2)               | Naveen Rao (12)       |
| 83   | Josh Skelton (12)            | WIN Autosport                  | Duqueine M30 - D08 |                                      |                              |                                 |                       |
| 84   |                              | D3+ Transformers-Dawson Racing | Ligier JS P320     | Dominic Cicero (5-6)                 | Ben Devlin (5)               | Theodor Olsen (5-6)             |                       |
| 91   |                              | Riley Motorsports              | Ligier JS P320     | Jim Cox (Toutes)                     | Dylan Murry (Toutes)         | Jeroen Bleekemolen (1–2, 5, 12) | Austin McCusker (1)   |

### GT Le Mans
La classe GT Le Mans, est composée de voitures répondant à la réglementation LM GTE mis en place par l'ACO, la FIA et l'IMSA. Les constructeurs Aston Martin, BMW, Chevrolet, Ferrari, Ford, et Porsche, ont des voitures qui répondent au règlement mis en place. La cylindrée du moteur est limitée à 5,5 L pour les moteurs atmosphérique ou 4,0 L pour les turbos/moteurs suralimentés. Le poids minimum est de 1 245 kg.
Une Balance des Performances (BOP) est mise en place par l'IMSA afin d'harmoniser les performances des voitures.
Les pneus Michelin sont utilisés par toutes les voitures.
| No.        | Pays                            | Équipe             | Voiture                 | Pilotes                           | Pilotes                     | Pilotes                     | Pilotes            | Pilotes |
| GT Le Mans | GT Le Mans                      | GT Le Mans         | GT Le Mans              | GT Le Mans                        | GT Le Mans                  | GT Le Mans                  | GT Le Mans         |         |
| ---------- | ------------------------------- | ------------------ | ----------------------- | --------------------------------- | --------------------------- | --------------------------- | ------------------ | ------- |
| 3          |                                 | Corvette Racing    | Chevrolet Corvette C8.R | Antonio García (Toutes)           | Jordan Taylor (Toutes)      | Nicky Catsburg (1–2, 12)    |                    |         |
| 4          |                                 | Corvette Racing    | Chevrolet Corvette C8.R | Tommy Milner (Toutes)             | Nick Tandy (Toutes)         | Alexander Sims (1–2, 12)    |                    |         |
| 24         |                                 | BMW Team RLL       | BMW M8 GTE              | John Edwards (1–2, 5, 12)         | Augusto Farfus (1–2, 5, 12) | Jesse Krohn (1–2, 5, 12)    | Marco Wittmann (1) |         |
| 25         |                                 | BMW Team RLL       | BMW M8 GTE              | Connor De Phillippi (1–2, 5, 12)  | Philipp Eng (1–2, 5, 12)    | Bruno Spengler (1–2, 5, 12) | Timo Glock (1)     |         |
| 62         |                                 | Risi Competizione  | Ferrari 488 GTE Evo     | James Calado (1)                  | Jules Gounon (1)            | Alessandro Pier Guidi (1)   | Davide Rigon (1)   |         |
| 79         |                                 | WeatherTech Racing | Porsche 911 RSR         | Cooper MacNeil (Toutes)           | Kévin Estre (1, 11)         | Gianmaria Bruni (1)         | Richard Lietz (1)  |         |
| 79         | Matt Campbell (2, 5–6, 8–9, 12) | WeatherTech Racing | Porsche 911 RSR         | Mathieu Jaminet (2, 5, 7, 10, 12) |                             |                             |                    |         |
| 97         |                                 | WeatherTech Racing | Porsche 911 RSR         | Frédéric Makowiecki (12)          | Kévin Estre (12)            | Michael Christensen (12)    |                    |         |

### GT Daytona
La classe GT Daytona composée de voitures correspondant à la réglementation GT3 mise en place par la FIA,. Les constructeurs Aston Martin, Audi, Bentley, BMW, Callaway, Ferrari, Honda, Lamborghini, Lexus, McLaren, Mercedes, Nissan, et Porsche, ont des voitures qui répondent au règlement mis en place.
Une Balance des Performances (BOP) est mise en place par l'IMSA afin d'harmoniser les performances des voitures. Les pneus Michelin sont utilisés par toutes les voitures.
Cette classe étant une classe Pro-Am, chaque voiture ne doit pas être pilotée par plus de deux pilotes Platinium ou Or sur les courses d'endurance et doivent être pilotées par au moins un pilote Argent ou Bronze sur les autres courses. Le départ doit obligatoirement être pris par le pilote Bronze ou Argent.
| No. | Pays                            | Équipe                                    | Voiture                      | Pilotes                          | Pilotes                         | Pilotes                       | Pilotes                         |
| GTD | GTD                             | GTD                                       | GTD                          | GTD                              | GTD                             | GTD                           | GTD                             |
| --- | ------------------------------- | ----------------------------------------- | ---------------------------- | -------------------------------- | ------------------------------- | ----------------------------- | ------------------------------- |
| 1   |                                 | Paul Miller Racing                        | Lamborghini Huracán GT3 Evo  | Bryan Sellers (Toutes)           | Madison Snow (Toutes)           | Corey Lewis (1–2, 5, 12)      | Andrea Caldarelli (1)           |
| 9   |                                 | Pfaff Motorsports                         | Porsche 911 GT3 R            | Zacharie Robichon (1–3, 5, 7–12) | Laurens Vanthoor (1–3, 5, 7–12) | Lars Kern (1–2, 5, 12)        | Matt Campbell (1)               |
| 12  |                                 | Vasser-Sullivan Racing                    | Lexus RC F GT3               | Frankie Montecalvo (Toutes)      | Zach Veach (en) (1–3, 5–12)     | Robert Megennis (1–2, 5, 12)  | Townsend Bell (1, 4)            |
| 14  |                                 | Vasser-Sullivan Racing                    | Lexus RC F GT3               | Jack Hawksworth (Toutes)         | Aaron Telitz (Toutes)           | Kyle Kirkwood (1–2, 5, 12)    | Oliver Gavin (1)                |
| 16  |                                 | Wright Motorsports                        | Porsche 911 GT3 R            | Patrick Long (1–3, 5, 7–12)      | Trent Hindman (1–3, 5, 7–12)    | Jan Heylen (1–2, 5, 12)       | Klaus Bachler (1)               |
| 16  | Ryan Hardwick (3)               | Wright Motorsports                        | Porsche 911 GT3 R            |                                  |                                 |                               |                                 |
| 19  |                                 | GRT Grasser Racing Team                   | Lamborghini Huracán GT3 Evo  | Tim Zimmermann (de) (1–3, 5)     | Franck Perera (1–2, 5–8, 11–12) | Albert Costa (1)              | Misha Goikhberg (1, 3–8, 11–12) |
| 19  | Stephen Simpson (2)             | GRT Grasser Racing Team                   | Lamborghini Huracán GT3 Evo  | Marco Mapelli (en) (4)           |                                 |                               |                                 |
| 21  |                                 | AF Corse                                  | Ferrari 488 GT3 Evo          | Matteo Cressoni (1)              | Simon Mann (1)                  | Nicklas Nielsen (1)           | Daniel Serra (1)                |
| 23  |                                 | Heart Of Racing Team                      | Aston Martin Vantage AMR GT3 | Roman De Angelis (Toutes)        | Ross Gunn (Toutes)              | Ian James (1–2, 5, 12)        | Darren Turner (1)               |
| 26  |                                 | O'Gara Motorsport - USRT (en)             | Mercedes-AMG GT3 Evo         | Steven Aghakhani (10)            | Jake Eidson (en) (10)           |                               |                                 |
| 27  |                                 | Heart Of Racing Team                      | Aston Martin Vantage AMR GT3 | Ian James (9–11)                 | Alex Riberas (9–11)             |                               |                                 |
| 28  |                                 | Alegra Motorsports                        | Mercedes-AMG GT3 Evo         | Daniel Morad (1–6, 11–12)        | Billy Johnson (en) (1–2, 5)     | Maximilian Buhk (1)           | Mike Skeen (en) (1)             |
| 28  | Michael de Quesada (2–6, 11–12) | Alegra Motorsports                        | Mercedes-AMG GT3 Evo         |                                  |                                 |                               |                                 |
| 32  |                                 | Gilbert / Korthoff Motorsports            | Mercedes-AMG GT3 Evo         | Guy Cosmo (6, 8, 11–12)          | Shane Lewis (6, 8)              | Mike Skeen (en) (11–12)       | Stevan McAleer (en) (12)        |
| 34  |                                 | GMG Racing                                | Porsche 911 GT3 R            | James Sofronas (en) (10)         | Kyle Washington (pl) (10)       |                               |                                 |
| 39  |                                 | CarBahn Motorsports avec Peregrine Racing | Audi R8 LMS Evo              | Richard Heistand (de) (3-11)     | Jeff Westphal (3-11)            | Tyler McQuarrie (5)           |                                 |
| 42  |                                 | NTe Sport                                 | Audi R8 LMS Evo              | Don Yount (1, 5, 8, 12)          | Andrew Davis (1)                | JR Hildebrand (1, 8)          | Alan Metni (1)                  |
| 42  | Jaden Conwright (5, 12)         | NTe Sport                                 | Audi R8 LMS Evo              | Markus Palttala (5)              |                                 |                               |                                 |
| 44  |                                 | Magnus Racing avec Archangel Motorsports  | Acura NSX GT3 Evo            | Andy Lally (1–3, 5, 7–12)        | John Potter (1–3, 5, 7–12)      | Spencer Pumpelly (1–2, 5, 12) | Mario Farnbacher (1)            |
| 57  |                                 | HTP Winward Motorsport                    | Mercedes-AMG GT3 Evo         | Philip Ellis (1, 12)             | Maro Engel (1, 12)              | Russell Ward (1, 12)          | Indy Dontje (en) (1)            |
| 63  |                                 | Scuderia Corsa                            | Ferrari 488 GT3 Evo          | Ryan Briscoe (1)                 | Bret Curtis (1)                 | Marcos Gomes (1)              | Ed Jones (1)                    |
| 63  | Colin Braun (10)                | Scuderia Corsa                            | Ferrari 488 GT3 Evo          | Daniel Mancinelli (10)           |                                 |                               |                                 |
| 64  |                                 | Team TGM                                  | Porsche 911 GT3 R            | Ted Giovanis (1)                 | Hugh Plumb (1)                  | Matt Plumb (en) (1)           | Owen Trinkler (1)               |
| 66  |                                 | Gradient Racing                           | Acura NSX GT3 Evo            | Till Bechtolsheimer (3–4, 6–11)  | Marc Miller (en) (3–4, 6–10)    | Mario Farnbacher (11)         |                                 |
| 70  |                                 | Inception Racing avec Optimum Motorsport  | McLaren 720S GT3             | Ben Barnicoat (12)               | Brendan Iribe(12)               | Ollie Millroy (12)            |                                 |
| 75  |                                 | SunEnergy1 Racing                         | Mercedes-AMG GT3 Evo         | Mikaël Grenier (1–2, 4–5)        | Kenny Habul (1–2, 4–5)          | Raffaele Marciello (1)        | Luca Stolz (en) (1)             |
| 75  | Maro Engel (2, 5)               | SunEnergy1 Racing                         | Mercedes-AMG GT3 Evo         |                                  |                                 |                               |                                 |
| 76  |                                 | Richard Mille - Compass Racing            | Acura NSX GT3 Evo            | Mario Farnbacher (3–4, 6–9)      | Jeff Kingsley (3–4, 6–9)        |                               |                                 |
| 88  |                                 | Team Hardpoint EBM                        | Porsche 911 GT3 R            | Katherine Legge (Toutes)         | Christina Nielsen (1-2)         | Earl Bamber (1)               | Rob Ferriol (1, 3–12)           |
| 88  | Bia Figueiredo (2)              | Team Hardpoint EBM                        | Porsche 911 GT3 R            | Andrew Davis (5, 12)             |                                 |                               |                                 |
| 96  |                                 | Turner Motorsport                         | BMW M6 GT3                   | Bill Auberlen (Toutes)           | Robby Foley (Toutes)            | Aidan Read (1–2, 5, 12)       | Colton Herta (1)                |
| 97  |                                 | TF Sport                                  | Aston Martin Vantage AMR GT3 | Charlie Eastwood (1)             | Ben Keating (1)                 | Maxwell Root (1)              | Richard Westbrook (1)           |
| 99  |                                 | Team Hardpoint EBM                        | Porsche 911 GT3 R            | Earl Bamber (2)                  | Trenton Estep (en) (2)          | Rob Ferriol (2)               |                                 |
| 111 |                                 | GRT Grasser Racing Team                   | Lamborghini Huracán GT3 Evo  | Mirko Bortolotti (1)             | Rolf Ineichen (1)               | Marco Mapelli (en) (1)        | Steijn Schothorst (en) (1)      |

## Résumé

### 24 Heures de Daytona

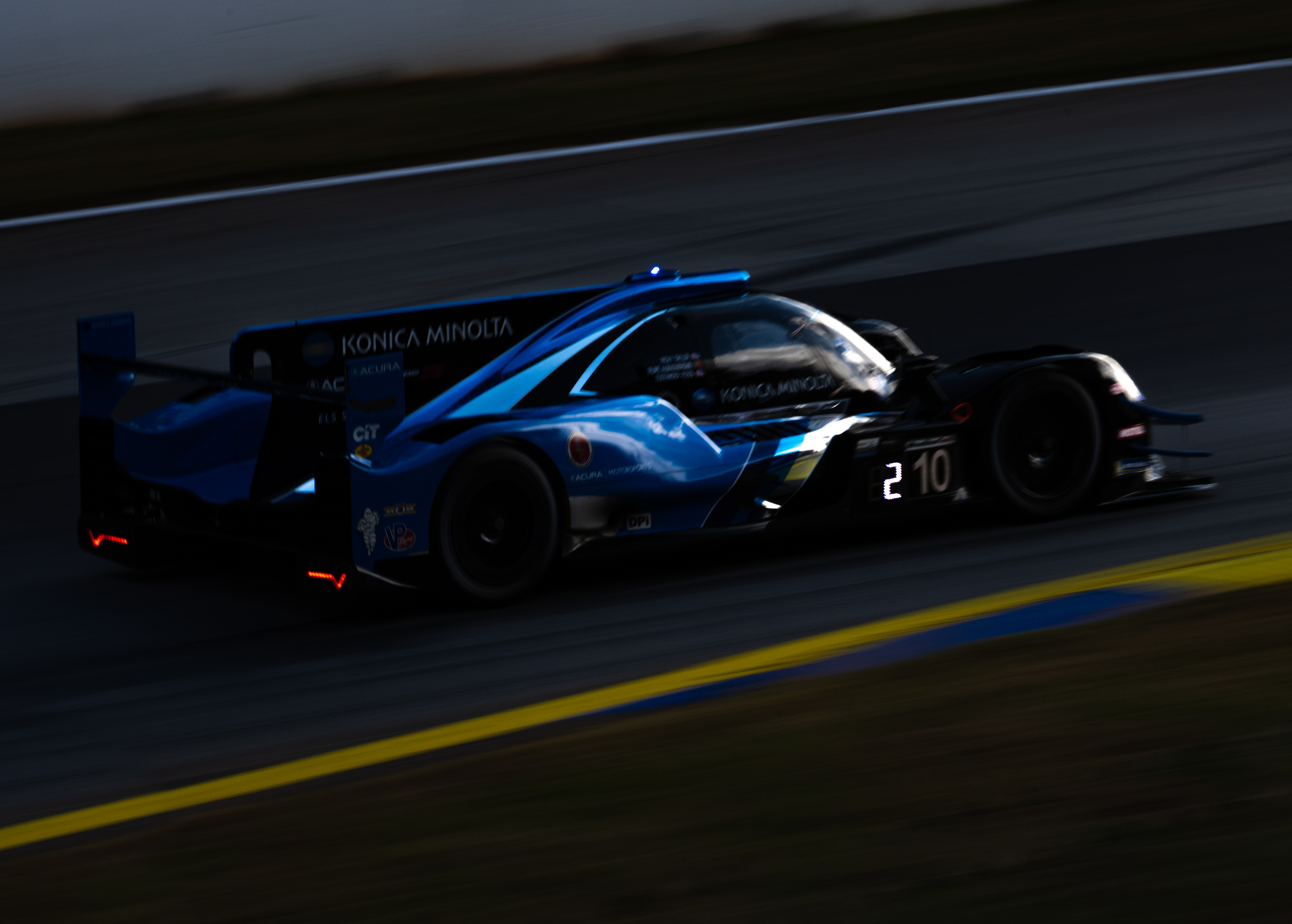
L'Acura ARX-05 no 10 victorieuse au classement général de l'écurie Konica Minolta Acura ARX-05

La catégorie DPi et le classement général 24 Heures de Daytona ont été remportés par l'Acura ARX-05 de l'écurie Konica Minolta Acura ARX-05 et pilotée par Filipe Albuquerque, Renger van der Zande, Hélio Castroneves, Alexander Rossi et Ricky Taylor.
La catégorie LMP2 a été remportée par l'Oreca 07 de l'écurie Era Motorsport et pilotée par Paul-Loup Chatin, Ryan Dalziel, Dwight Merriman et Kyle Tilley.
La catégorie LMP3 a été remportée par la Ligier JS P320 de l'écurie Riley Motorsports et pilotée par Scott Andrews, Oliver Askew, Spencer Pigot et Gar Robinson.
La catégorie GTLM a été remportée par la Chevrolet Corvette C8.R de l'écurie Corvette Racing et pilotée par Nick Catsburg, Antonio García et Jordan Taylor.
La catégorie GTD a été remportée par la Mercedes-AMG GT3 Evo de l'écurie HTP Winward Racing et pilotée par Indy Dontje (en), Philip Ellis, Maro Engel et Russell Ward.

### 12 Heures de Sebring

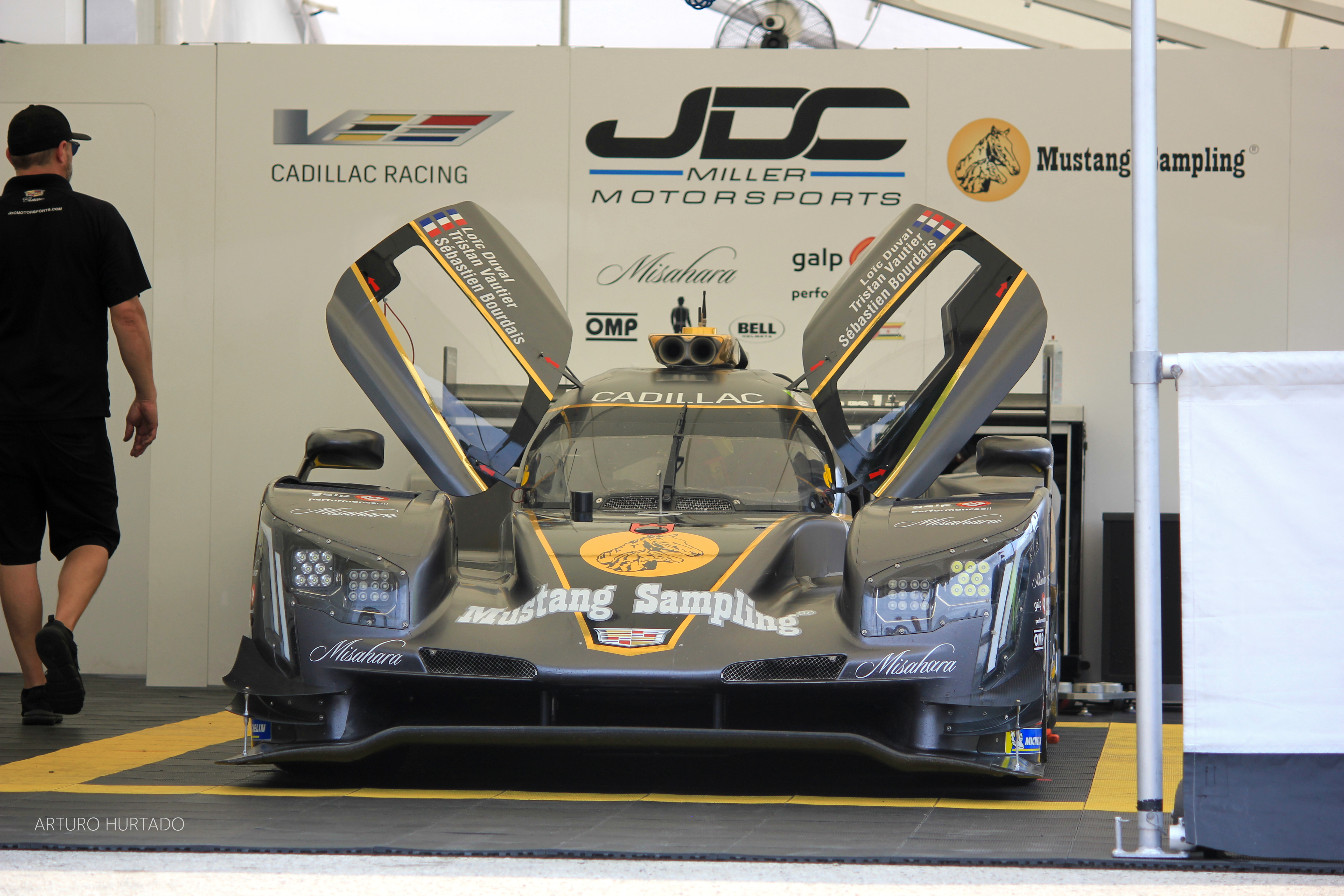
La Cadillac DPi-V.R no 5 victorieuse au classement général de l'écurie JDC-Mustang Sampling Racing

La catégorie DPi et le classement général des Petit Le Mans ont été remportés par la Cadillac DPi-V.R de l'équipe JDC-Mustang Sampling Racing et pilotée par Sébastien Bourdais, Loïc Duval et Tristan Vautier.
La catégorie LMP2 a été remportée par l'Oreca 07 de l'écurie PR1/Mathiasen Motorsports et pilotée par Scott Huffaker, Mikkel Jensen et Ben Keating.
La catégorie LMP3 a été remportée par la Ligier JS P320 de l'écurie CORE Autosport et pilotée par Jon Bennett (en), Colin Braun et George Kurtz.
La catégorie GTD a été remportée par la BMW M6 GT3 de l'écurie Turner Motorsport et pilotée par Bill Auberlen et Robby Foley.

### Sports Car Challenge à Mid-Ohio

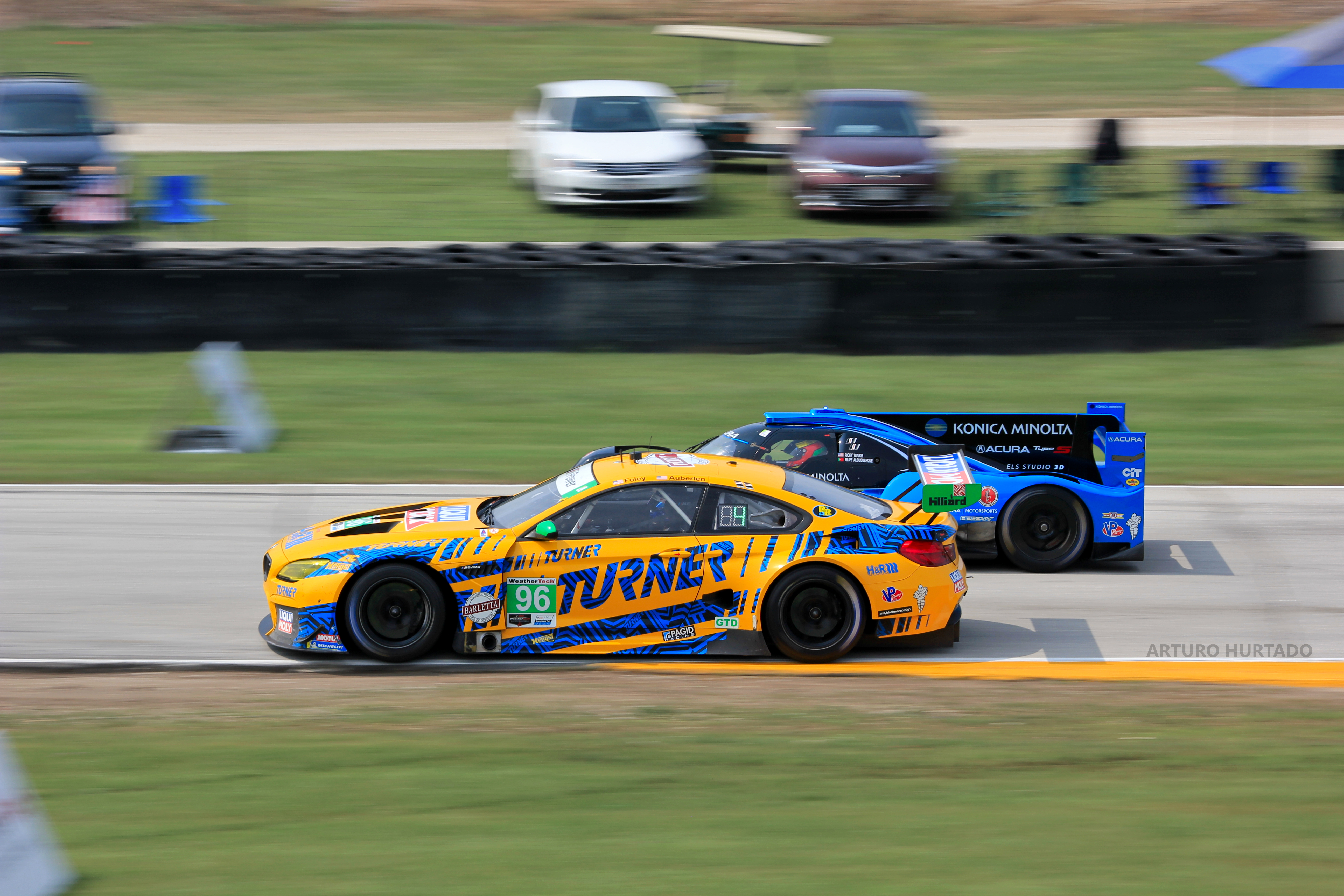
La BMW M6 GT3 no 96 victorieuse en GTD de l'écurie Turner Motorsport

La catégorie DPi et le classement général des Sports Car Challenge à Mid-Ohio ont été remportés par l'Acura ARX-05 de l'écurie Konica Minolta Acura ARX-05 et pilotée par Filipe Albuquerque et Ricky Taylor.
La catégorie LMP3 a été remportée par la Ligier JS P320 de l'écurie Riley Motorsports et pilotée par Gar Robinson et Felipe Fraga.
La catégorie GTD a été remportée par la BMW M6 GT3 de l'écurie Turner Motorsport et pilotée par Bill Auberlen et Robby Foley.

### Sports Car Classic à Détroit
La catégorie DPi et le classement général des Sports Car Classic ont été remportés par la Cadillac DPi-V.R de l'écurie Cadillac Chip Ganassi Racing et pilotée par Kevin Magnussen et Renger van der Zande.
La catégorie GTLM a été remportée par la Chevrolet Corvette C8.R de l'écurie Corvette Racing et pilotée par Tommy Milner et Nick Tandy.
La catégorie GTD a été remportée par l'Aston Martin Vantage AMR GT3 de l'écurie Heart Of Racing Team et pilotée par Roman De Angelis et Ross Gunn.

### 6 Heures de Watkins Glen

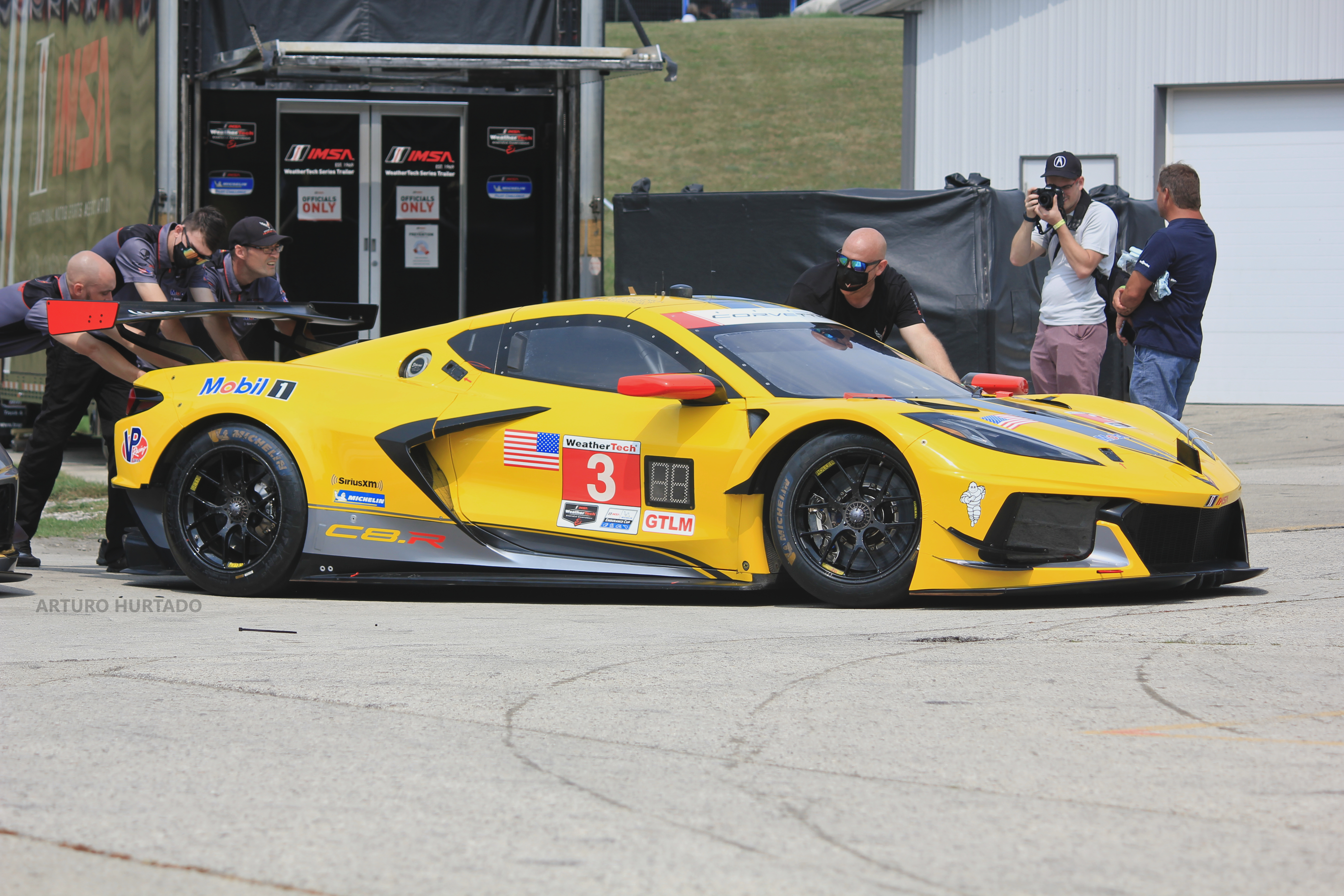
La Chevrolet Corvette C8.R no 3 victorieuse en GTLM de l'écurie Chevrolet Corvette C8.R

La catégorie DPi et le classement général des 6 Heures de Watkins Glen ont été remportés par la Mazda RT24-P de l'écurie Mazda Motorsports et pilotée par Jonathan Bomarito, Oliver Jarvis et Harry Tincknell.
La catégorie LMP2 a été remportée par l'Oreca 07 de l'écurie WIN Autosport et pilotée par Steven Thomas, Tristan Nunez et Thomas Merrill.
La catégorie LMP3 a été remportée par la Ligier JS P320 de l'écurie Riley Motorsports et pilotée par Scott Andrews, Felipe Fraga et Gar Robinson.
La catégorie GTLM a été remportée par la Chevrolet Corvette C8.R de l'écurie Corvette Racing et pilotée par Antonio García et Jordan Taylor.
La catégorie GTD a été remportée par la BMW M6 GT3 de l'écurie Turner Motorsport et pilotée par Bill Auberlen, Robby Foley et Aidan Read.

### Watkins Glen 240

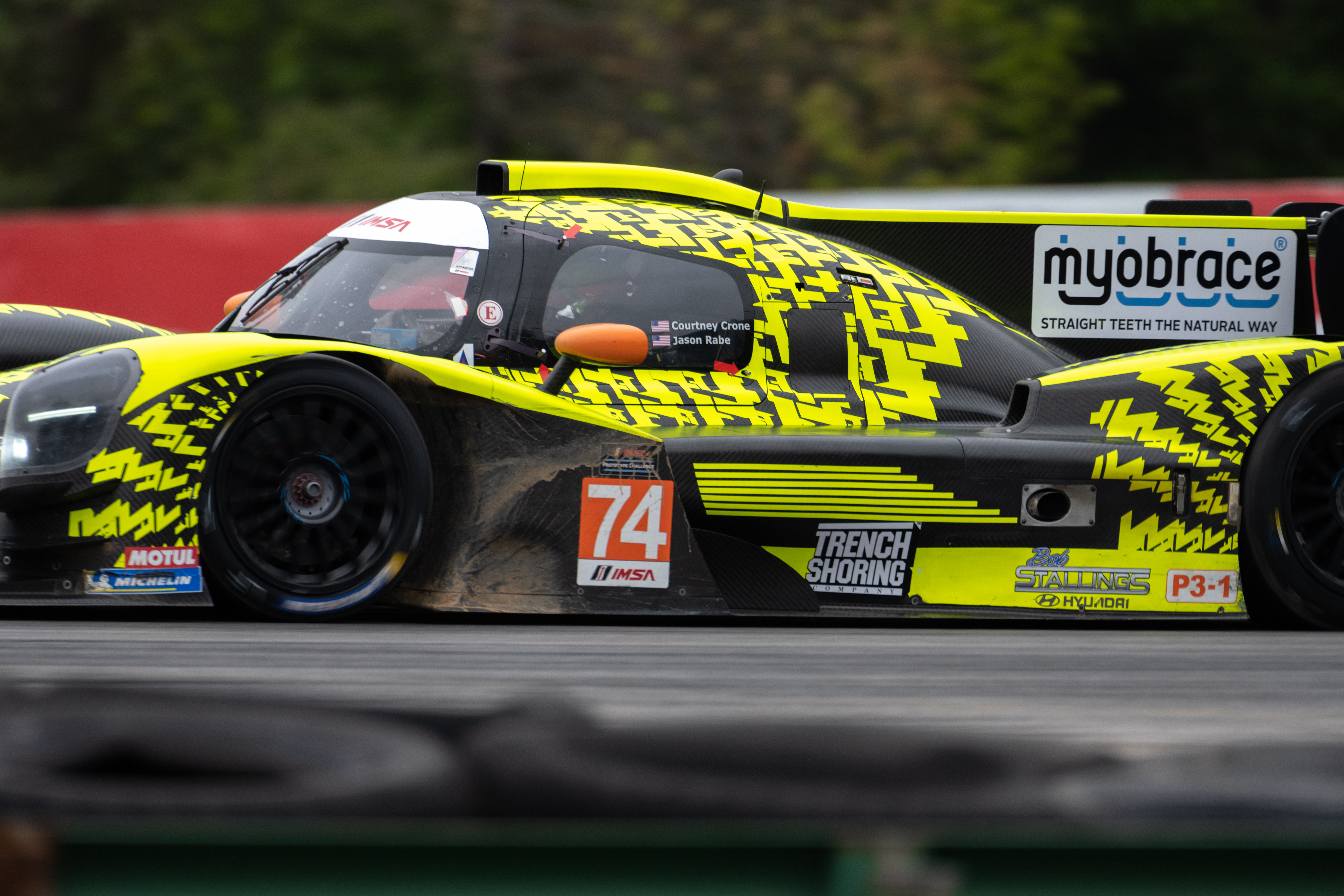
La Ligier JS P320 no 74 victorieuse en LMP3 de l'écurie Riley Motorsports.

La catégorie DPi et le classement général du Watkins Glen 240 ont été remportés par la Cadillac DPi-V.R de l'écurie Whelen Engineering Racing et pilotée par Pipo Derani et Felipe Nasr.
La catégorie LMP2 a été remportée par l'Oreca 07 de l'écurie PR1/Mathiasen Motorsports et pilotée par Mikkel Jensen et Ben Keating.
La catégorie LMP3 a été remportée par la Ligier JS P320 de l'écurie Riley Motorsports et pilotée par Felipe Fraga et Gar Robinson.
La catégorie GTLM a été remportée par la Chevrolet Corvette C8.R de l'écurie Corvette Racing et pilotée par Antonio García et Jordan Taylor.
La catégorie GTD a été remportée par la Lexus RC F GT3 de l'écurie Vasser Sullivan Racing et pilotée par Jack Hawksworth et Aaron Telitz.

### Northeast Grand Prix

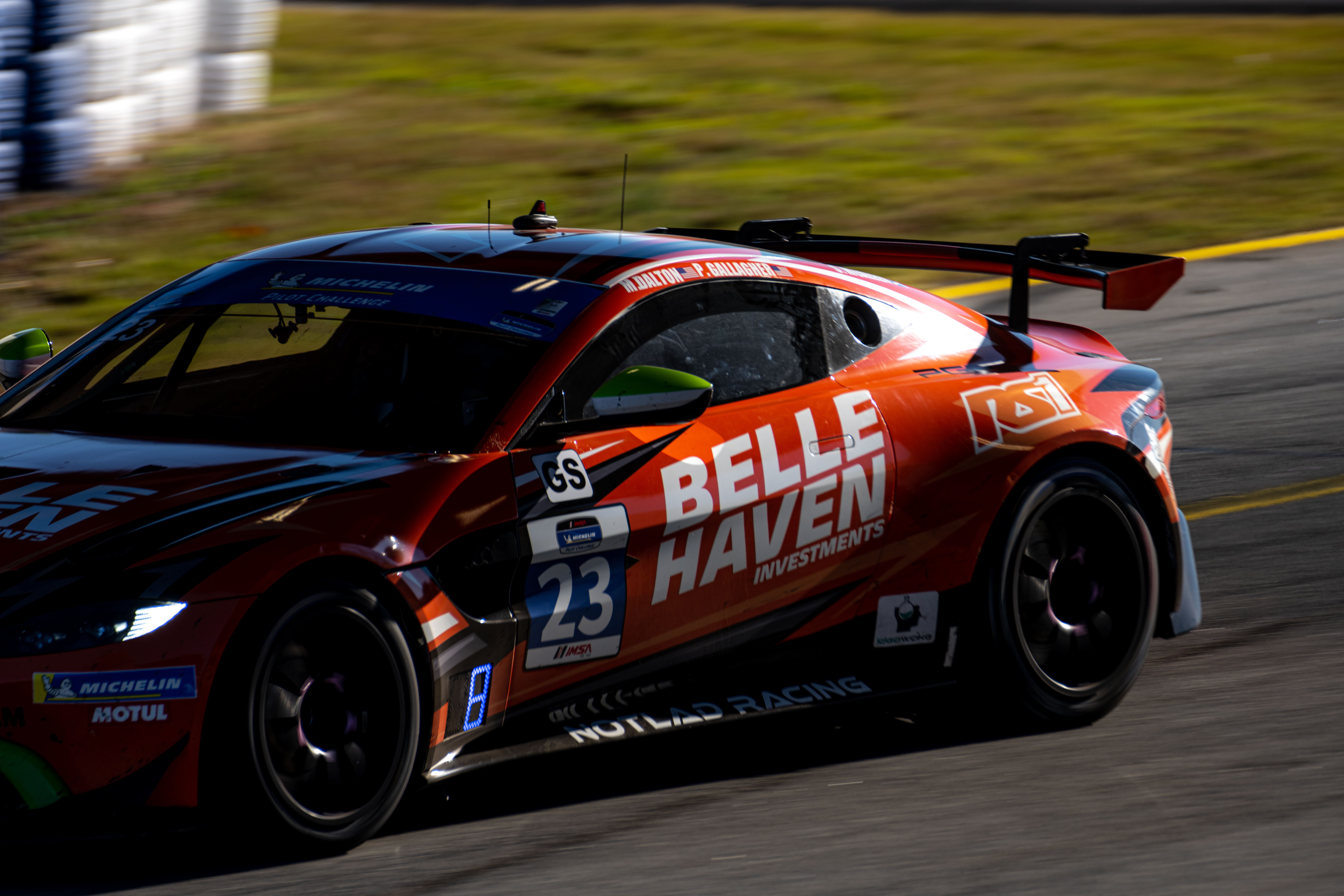
L'Aston Martin Vantage AMR GT3 no 27 victorieuse en GTD de l'écurie Heart Of Racing Team

La catégorie GTLM et le classement général du Northeast Grand Prix ont été remportés par la Chevrolet Corvette C8.R de l'écurie Corvette Racing et pilotée par Antonio García et Jordan Taylor.
La catégorie GTD a été remportée par l'Aston Martin Vantage AMR GT3 de l'écurie Heart Of Racing Team et pilotée par Roman De Angelis et Ross Gunn.

### Road Race Showcase

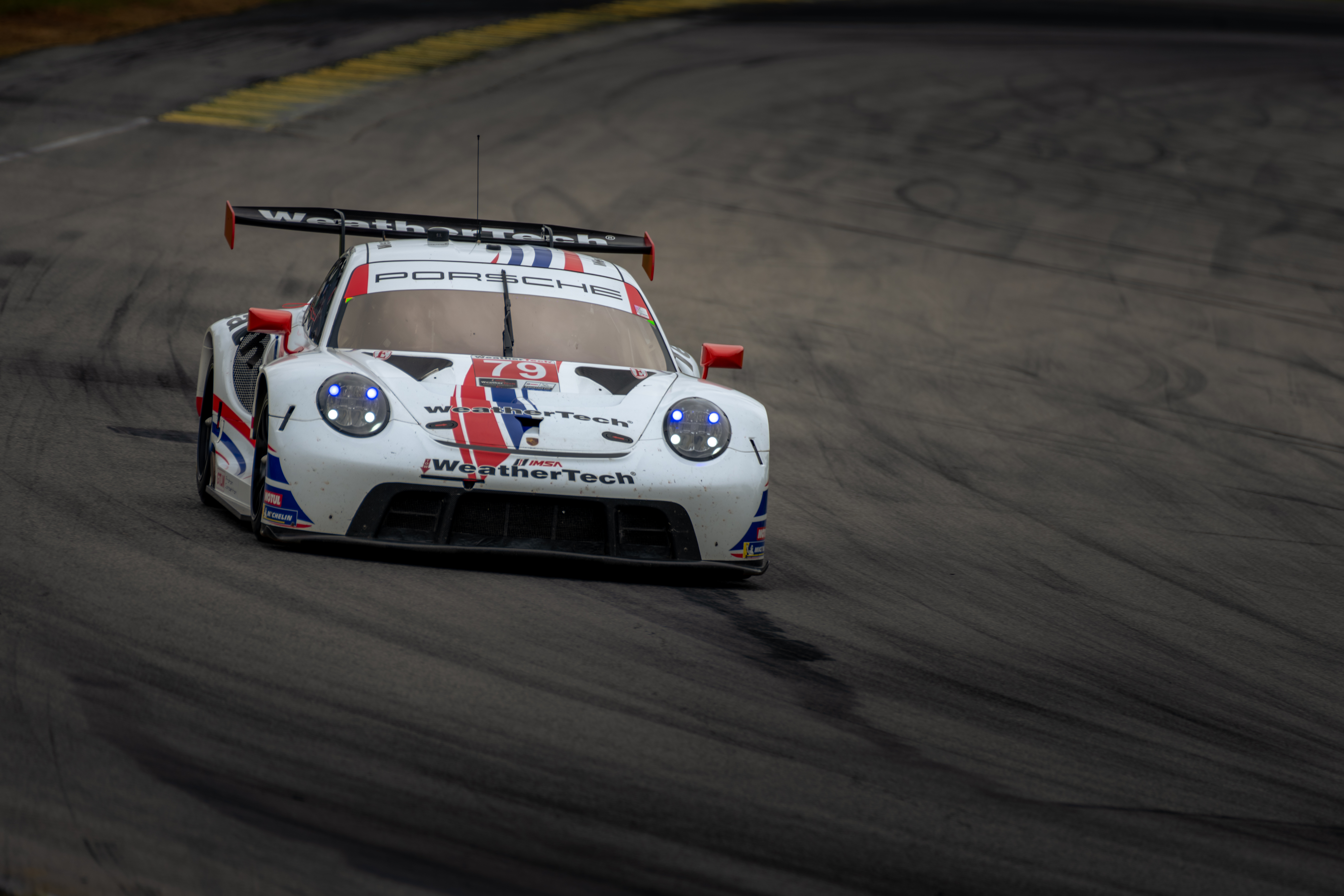
La Porsche 911 RSR-19 no 79 victorieuse en GTLM de l'écurie WeatherTech Racing

La catégorie DPi et le classement général du Road Race Showcase ont été remportés par la Cadillac DPi-V.R de l'écurie Whelen Engineering Racing et pilotée par Pipo Derani et Felipe Nasr.
La catégorie LMP2 a été remportée par l'Oreca 07 de l'écurie PR1/Mathiasen Motorsports et pilotée par Mikkel Jensen et Ben Keating.
La catégorie LMP3 a été remportée par la Ligier JS P320 de l'écurie CORE Autosport et pilotée par Jon Bennett (en) et Colin Braun.
La catégorie GTLM a été remportée par la Porsche 911 RSR-19 de l'écurie WeatherTech Racing et pilotée par Matt Campbell et Cooper MacNeil.
La catégorie GTD a été remportée par la Porsche 911 GT3 R de l'écurie Pfaff Motorsports et pilotée par Zacharie Robichon et Laurens Vanthoor.

### Monterey Grand Prix

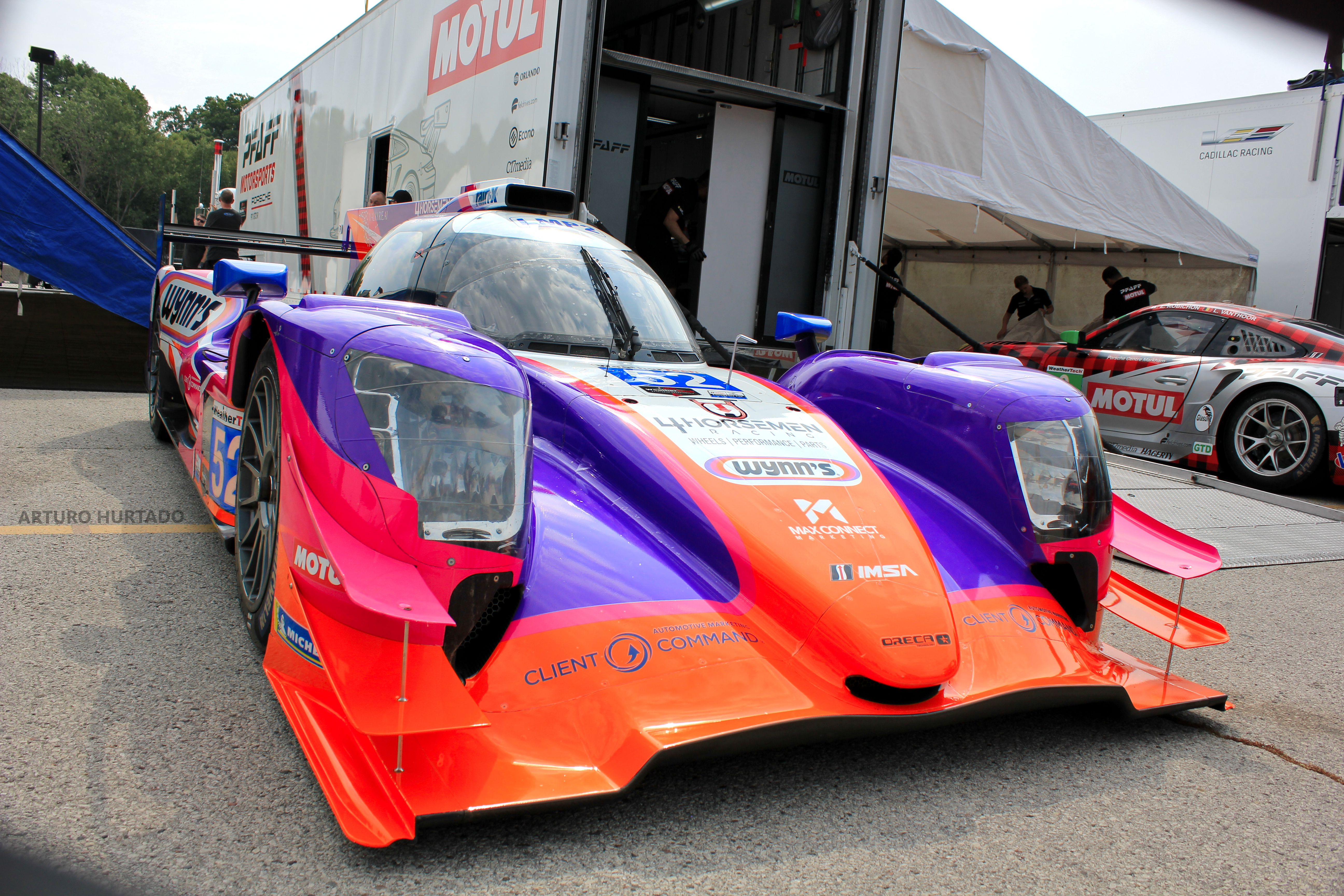
L'Oreca 07 no 52 victorieuse en LMP2 de l'écurie PR1/Mathiasen Motorsports

La catégorie DPi et le classement général du Monterey Grand Prix ont été remportés par l'Acura ARX-05 de l'écurie Konica Minolta Acura ARX-05 et pilotée par Filipe Albuquerque et Ricky Taylor.
La catégorie LMP2 a été remportée par l'Oreca 07 de l'écurie PR1/Mathiasen Motorsports et pilotée par Mikkel Jensen et Ben Keating.
La catégorie GTLM a été remportée par la Chevrolet Corvette C8.R de l'écurie Corvette Racing et pilotée par Tommy Milner et Nick Tandy.
La catégorie GTD a été remportée par la Porsche 911 GT3 R de l'écurie Pfaff Motorsports et pilotée par Zacharie Robichon et Laurens Vanthoor.

### Grand Prix automobile de Long Beach

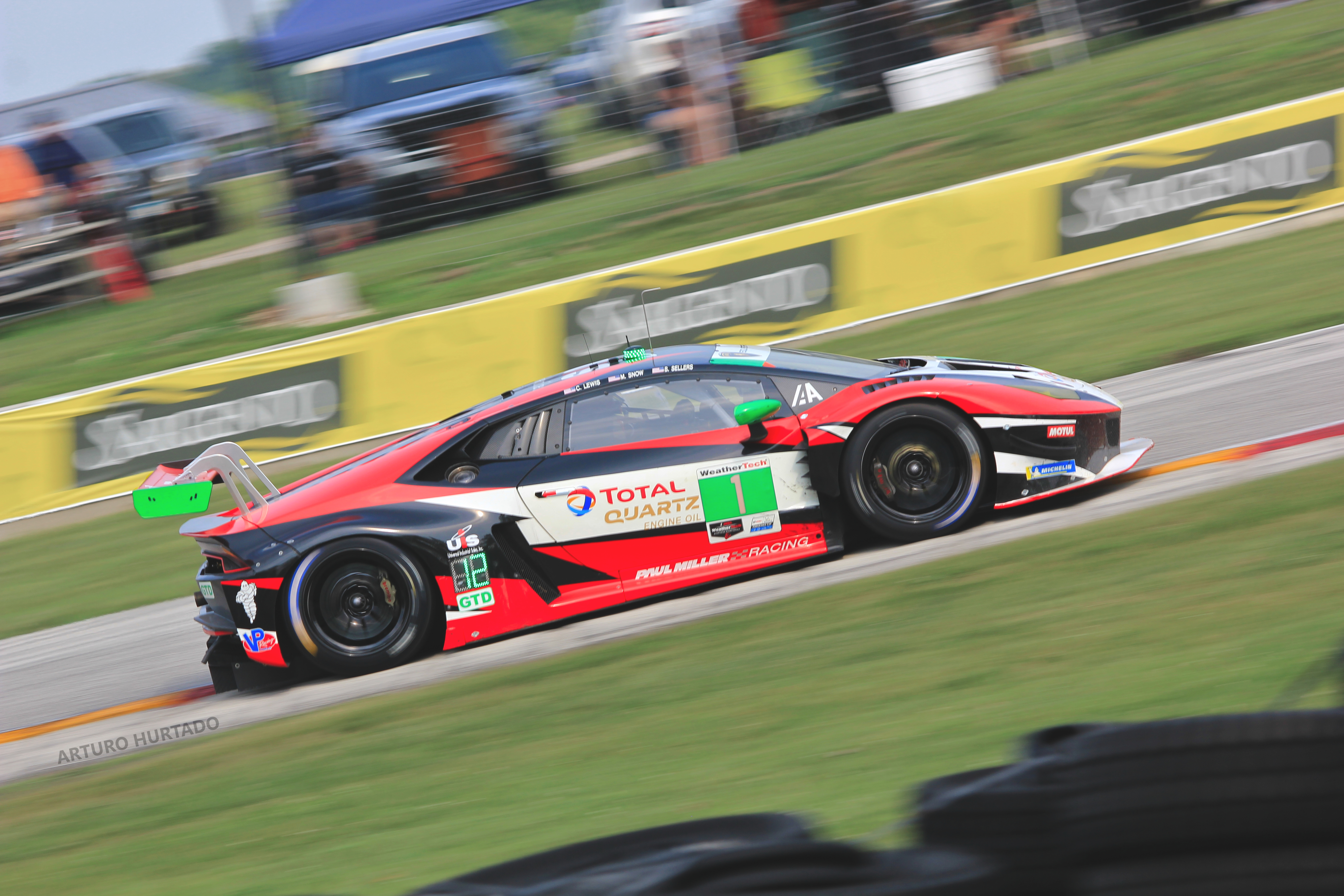
la Lamborghini Huracán GT3 Evo no 1 victorieuse en GTD de l'écurie Paul Miller Racing

La catégorie DPi et le classement général du Grand Prix automobile de Long Beach ont été remportés par la Cadillac DPi-V.R de l'écurie Whelen Engineering Racing et pilotée par Pipo Derani et Felipe Nasr.
La catégorie GTLM a été remportée par la Chevrolet Corvette C8.R de l'écurie Corvette Racing et pilotée par Tommy Milner et Nick Tandy.
La catégorie GTD a été remportée par la Lamborghini Huracán GT3 Evo de l'écurie Paul Miller Racing et pilotée par Bryan Sellers et Madison Snow.

### GT Challenge at VIR

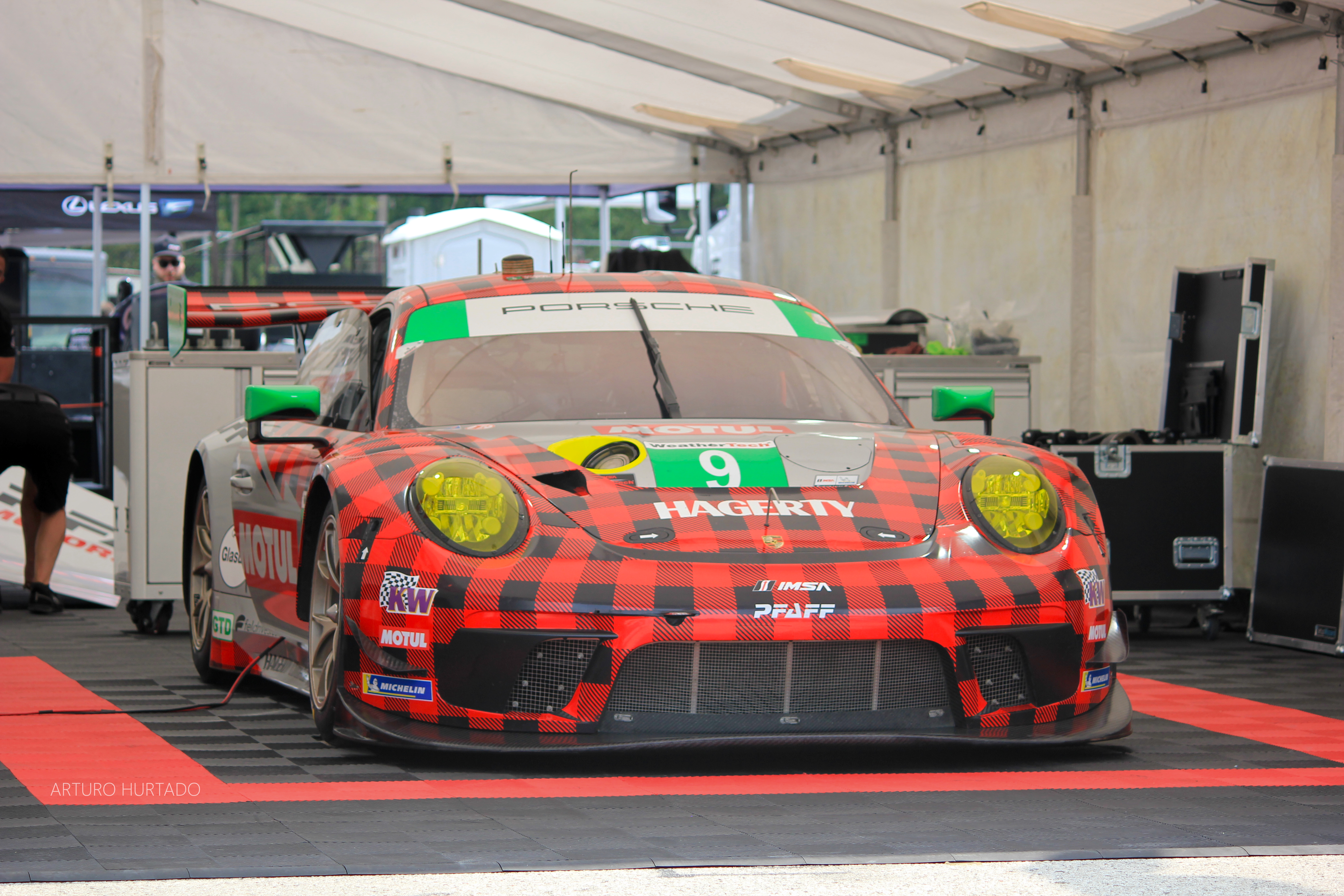
La Porsche 911 GT3 R no 9 victorieuse en GTD de l'écurie Pfaff Motorsports

La catégorie GTLM et le classement général du GT Challenge at VIR ont été remportés par la Chevrolet Corvette C8.R de l'écurie Corvette Racing et pilotée par Tommy Milner et Nick Tandy.
La catégorie GTD a été remportée par la Porsche 911 GT3 R de l'écurie Pfaff Motorsports et pilotée par Zacharie Robichon et Laurens Vanthoor.

### Petit Le Mans

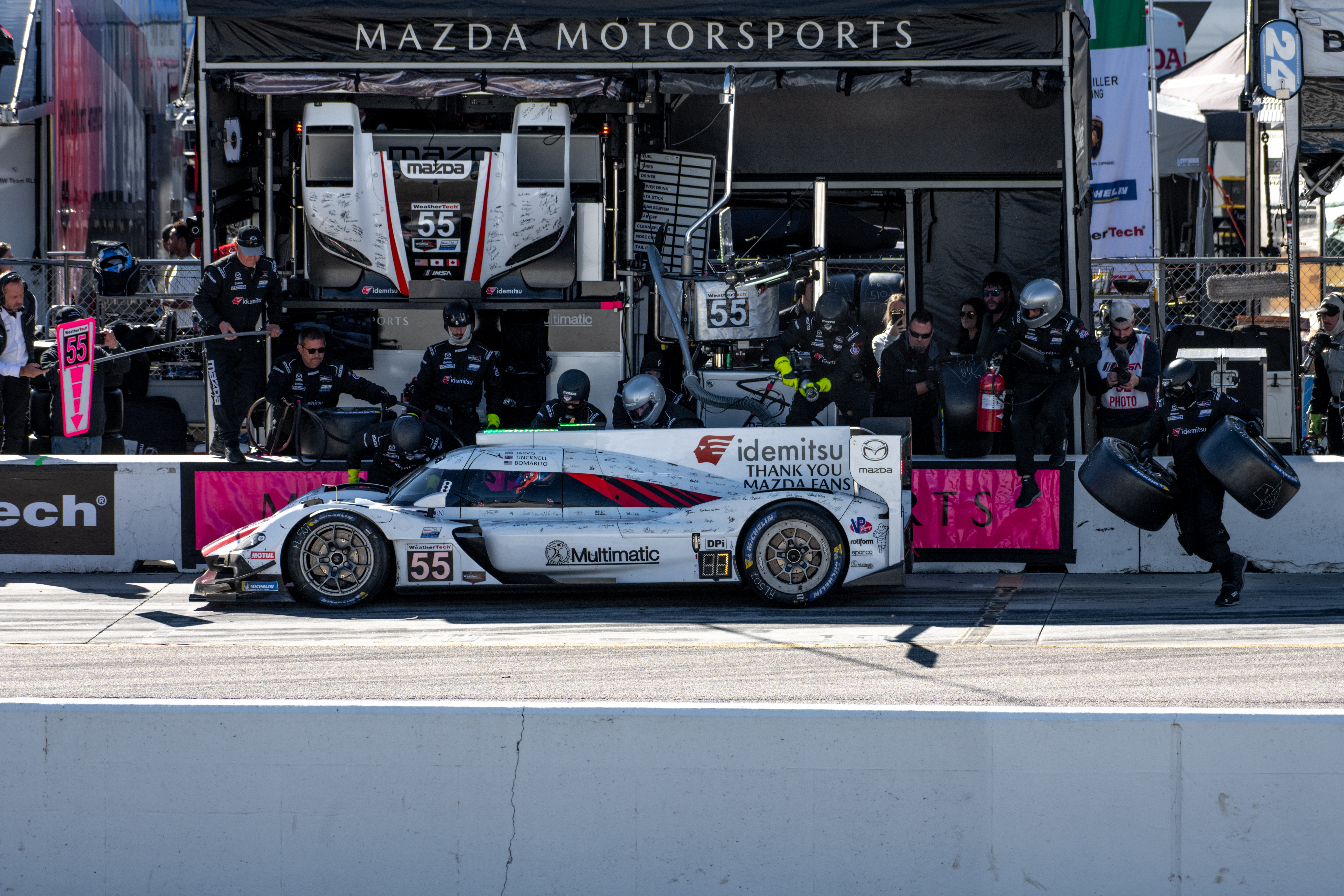
La Mazda RT24-P no 55 victorieuse au classement général de l'écurie Mazda Motorsports

La catégorie DPi et le classement général des Petit Le Mans ont été remportés par la Mazda RT24-P de l'écurie Mazda Motorsports et pilotée par Jonathan Bomarito, Oliver Jarvis et Harry Tincknell.
La catégorie LMP2 a été remportée par l'Oreca 07 de l'écurie Tower Motorsports par Starworks et pilotée par James French, John Farano et Gabriel Aubry.
La catégorie LMP3 a été remportée par la Ligier JS P320 de l'écurie Riley Motorsports et pilotée par Scott Andrews, Felipe Fraga et Gar Robinson.
La catégorie GTLM a été remportée par la Porsche 911 RSR-19 de l'écurie WeatherTech Racing et pilotée par Matt Campbell, Mathieu Jaminet et Cooper MacNeil.
La catégorie GTD a été remportée par l'Aston Martin Vantage AMR GT3 de l'écurie Heart Of Racing Team et pilotée par Roman De Angelis, Ross Gunn et Ian James.

## Résultats
Les vainqueurs du classement général de chaque manche sont inscrits en caractères gras.
| N° | Course       | Daytona Prototype International (DPi)                             | Le Mans Prototype 2 (LMP2)                                | Le Mans Prototype 3 (LMP3)                            | GT Le Mans (GTLM)                            | GT Daytona (GTD)                                      | Résultats |
| N° | Course       | Écurie victorieuse                                                | Écurie victorieuse                                        | Écurie victorieuse                                    | Écurie victorieuse                           | Écurie victorieuse                                    | Résultats |
| N° | Course       | Pilotes victorieux                                                | Pilotes victorieux                                        | Pilotes victorieux                                    | Pilotes victorieux                           | Pilotes victorieux                                    | Résultats |
| -- | ------------ | ----------------------------------------------------------------- | --------------------------------------------------------- | ----------------------------------------------------- | -------------------------------------------- | ----------------------------------------------------- | --------- |
| QR | Daytona      | no 31 Whelen Engineering Racing                                   | no 52 PR1/Mathiasen Motorsports                           | no 6 Mühlner Motorsports America                      | no 4 Corvette Racing                         | no 96 Turner Motorsport                               | Résultats |
| QR | Daytona      | Pipo Derani Felipe Nasr                                           | Mikkel Jensen Ben Keating                                 | Laurents Hörr Moritz Kranz                            | Alexander Sims Nick Tandy                    | Bill Auberlen Robby Foley                             | Résultats |
| 1  | Daytona      | no 10 Konica Minolta Acura                                        | no 18 Era Motorsport                                      | no 74 Riley Motorsports                               | no 3 Corvette Racing                         | no 57 HTP Winward Motorsport                          | Résultats |
| 1  | Daytona      | Filipe Albuquerque Hélio Castroneves Alexander Rossi Ricky Taylor | Paul-Loup Chatin Ryan Dalziel Dwight Merriman Kyle Tilley | Scott Andrews Oliver Askew Spencer Pigot Gar Robinson | Nick Catsburg Antonio García Jordan Taylor   | Indy Dontje (en) Philip Ellis Maro Engel Russell Ward | Résultats |
| 2  | Sebring      | no 5 JDC-Mustang Sampling Racing                                  | no 52 PR1/Mathiasen Motorsports                           | no 54 CORE Autosport                                  | no 79 WeatherTech Racing                     | no 9 Pfaff Motorsports                                | Résultats |
| 2  | Sebring      | Sébastien Bourdais Loïc Duval Tristan Vautier                     | Scott Huffaker Mikkel Jensen Ben Keating                  | Jon Bennett (en) Colin Braun George Kurtz             | Matt Campbell Mathieu Jaminet Cooper MacNeil | Lars Kern Zacharie Robichon Laurens Vanthoor          | Résultats |
| 3  | Mid-Ohio     | no 10 Konica Minolta Acura                                        | N'y participent pas                                       | no 74 Riley Motorsports                               | N'y participent pas                          | no 96 Turner Motorsport                               | Résultats |
| 3  | Mid-Ohio     | Filipe Albuquerque Ricky Taylor                                   | N'y participent pas                                       | Felipe Fraga Gar Robinson                             | N'y participent pas                          | Bill Auberlen Robby Foley                             | Résultats |
| 4  | Belle Isle   | no 01 Cadillac Chip Ganassi Racing                                | N'y participent pas                                       | N'y participent pas                                   | no 4 Corvette Racing                         | no 23 Heart Of Racing Team                            | Résultats |
| 4  | Belle Isle   | Kevin Magnussen Renger van der Zande                              | N'y participent pas                                       | N'y participent pas                                   | Tommy Milner Nick Tandy                      | Roman De Angelis Ross Gunn                            | Résultats |
| 5  | Watkins Glen | no 55 Mazda Motorsport                                            | no 11 WIN Autosport                                       | no 74 Riley Motorsports                               | no 3 Corvette Racing                         | no 96 Turner Motorsport                               | Résultats |
| 5  | Watkins Glen | Jonathan Bomarito Oliver Jarvis Harry Tincknell                   | Thomas Merrill Tristan Nunez Steven Thomas                | Scott Andrews Felipe Fraga Gar Robinson               | Antonio García Jordan Taylor                 | Bill Auberlen Robby Foley Aidan Read                  | Résultats |
| 6  | Watkins Glen | no 31 Whelen Engineering Racing                                   | no 52 PR1/Mathiasen Motorsports                           | no 74 Riley Motorsports                               | no 3 Corvette Racing                         | no 14 Vasser-Sullivan Racing                          | Résultats |
| 6  | Watkins Glen | Pipo Derani Felipe Nasr                                           | Mikkel Jensen Ben Keating                                 | Felipe Fraga Gar Robinson                             | Antonio García Jordan Taylor                 | Jack Hawksworth Aaron Telitz                          | Résultats |
| 7  | Lime Rock    | N'y participent pas                                               | N'y participent pas                                       | N'y participent pas                                   | no 3 Corvette Racing                         | no 23 Heart Of Racing Team                            | Résultats |
| 7  | Lime Rock    | N'y participent pas                                               | N'y participent pas                                       | N'y participent pas                                   | Antonio García Jordan Taylor                 | Roman De Angelis Ross Gunn                            | Résultats |
| 8  | Road America | no 31 Whelen Engineering Racing                                   | no 52 PR1/Mathiasen Motorsports                           | no 54 CORE Autosport                                  | no 79 WeatherTech Racing                     | no 9 Pfaff Motorsports                                | Résultats |
| 8  | Road America | Pipo Derani Felipe Nasr                                           | Mikkel Jensen Ben Keating                                 | Jon Bennett (en) Colin Braun                          | Matt Campbell Cooper MacNeil                 | Zacharie Robichon Laurens Vanthoor                    | Résultats |
| 9  | Laguna Seca  | no 10 Konica Minolta Acura ARX-05                                 | no 52 PR1/Mathiasen Motorsports                           | N'y participent pas                                   | no 4 Corvette Racing                         | no 9 Pfaff Motorsports                                | Résultats |
| 9  | Laguna Seca  | Filipe Albuquerque Ricky Taylor                                   | Mikkel Jensen Ben Keating                                 | N'y participent pas                                   | Tommy Milner Nick Tandy                      | Zacharie Robichon Laurens Vanthoor                    | Résultats |
| 10 | Long Beach   | no 31 Whelen Engineering Racing                                   | N'y participent pas                                       | N'y participent pas                                   | no 4 Corvette Racing                         | no 1 Paul Miller Racing                               | Résultats |
| 10 | Long Beach   | Pipo Derani Felipe Nasr                                           | N'y participent pas                                       | N'y participent pas                                   | Tommy Milner Nick Tandy                      | Bryan Sellers Madison Snow                            | Résultats |
| 11 | VIR          | N'y participent pas                                               | N'y participent pas                                       | N'y participent pas                                   | no 4 Corvette Racing                         | no 9 Pfaff Motorsports                                | Résultats |
| 11 | VIR          | N'y participent pas                                               | N'y participent pas                                       | N'y participent pas                                   | Tommy Milner Nick Tandy                      | Zacharie Robichon Laurens Vanthoor                    | Résultats |
| 12 | Road Atlanta | no 55 Mazda Motorsports                                           | no 8 Tower Motorsports par Starworks                      | no 74 Riley Motorsports                               | no 79 WeatherTech Racing                     | no 23 Heart Of Racing Team                            | Résultats |
| 12 | Road Atlanta | Jonathan Bomarito Oliver Jarvis Harry Tincknell                   | James French John Farano Gabriel Aubry                    | Scott Andrews Felipe Fraga Gar Robinson               | Matt Campbell Mathieu Jaminet Cooper MacNeil | Roman De Angelis Ross Gunn Ian James                  | Résultats |

## Classement

### Attribution des points
Les points du championnat sont attribués dans chaque classe à l'arrivée de chaque épreuve. Les points sont alloués après les qualifications et la course en fonction des positions d'arrivée indiquées dans le tableau ci-dessous.
| Position       | 1   | 2   | 3   | 4   | 5   | 6   | 7   | 8   | 9   | 10  | 11  | 12  | 13  | 14  | 15  | 16  | 17  | 18  | 19  | 20  | 21  | 22 | 23 | 24 | 25 | 26 | 27 | 28 | 29 | 30+ |
| -------------- | --- | --- | --- | --- | --- | --- | --- | --- | --- | --- | --- | --- | --- | --- | --- | --- | --- | --- | --- | --- | --- | -- | -- | -- | -- | -- | -- | -- | -- | --- |
| Qualifications | 35  | 32  | 30  | 28  | 26  | 25  | 24  | 23  | 22  | 21  | 20  | 19  | 18  | 17  | 16  | 15  | 14  | 13  | 12  | 11  | 10  | 9  | 8  | 7  | 6  | 5  | 4  | 3  | 2  | 1   |
| Course         | 350 | 320 | 300 | 280 | 260 | 250 | 240 | 230 | 220 | 210 | 200 | 190 | 180 | 170 | 160 | 150 | 140 | 130 | 120 | 110 | 100 | 90 | 80 | 70 | 60 | 50 | 40 | 30 | 20 | 10  |

Points des pilotes
Des points sont attribués dans chaque classe à la fin de chaque épreuve.
Points des équipes
Les points des équipes sont calculés exactement de la même manière que les points des pilotes en utilisant le tableau de répartition des points. Chaque voiture inscrite est considérée comme sa propre "équipe", qu'il s'agisse d'une seule entrée ou d'une partie d'une équipe engageant deux voitures.
Points des constructeurs
Il existe également un championnat de constructeurs qui utilisent le même tableau de répartition des points pour toute la saison. Les championnats constructeurs reconnus par l'IMSA sont les suivants:
Prototype (P) :Constructeur de châssis et de moteur
GT Le Mans (GTLM) :Constructeur automobile
GT Daytona (GTD) :Constructeur automobile
Chaque constructeur reçoit des points d'arrivée pour sa voiture la mieux classée dans chaque catégorie. Les positions des voitures suivantes provenant du même constructeur ne sont pas prises en compte, et tous les autres constructeurs montent dans le classement.
Exemple: Le constructeur A termine 1er et 2e lors d'un événement, et le constructeur B termine troisième. Le constructeur A reçoit 35 points de première place tandis que le constructeur B obtient 32 points de deuxième place.
Coupe d'Endurance d'Amérique du Nord
Le système de points de la Coupe d'Endurance d'Amérique du Nord est différent du système de points normal. Les points sont attribués selon un barème 5-4-3-2 que ce soit pour les pilotes, les équipes et les constructeurs. Ces points sont attribués de la façon suivante :
Daytona : Après 6h de course, 12h de course, 18h de course et à l'arrivée.
Sebring : Après 4h de course, 8h de course et à l'arrivée.
Watkins Glen : près 3h de course et à l'arrivée.
Petit Le Mans : Après 4h de course, 8h de course et à l'arrivée.

### Championnats écuries
- Course incluse dans la Coupe d’Endurance d’Amérique du Nord

#### LMP3
| Pos. | Écurie                             | Voiture        | DAY | DAY | SEB | MOH | WGL | WGL | ELK | ATL | Points | MEC |
| Pos. | Écurie                             | Voiture        | Q   | R   | SEB | MOH | WGL | WGL | ELK | ATL | Points | MEC |
| ---- | ---------------------------------- | -------------- | --- | --- | --- | --- | --- | --- | --- | --- | ------ | --- |
| 1    | Riley Motorsports no 74            | Ligier JS P320 | Np. | 1   | 3   | 1   | 1   | 1   | 3   | 1   | 2176   | 55  |
| 2    | CORE Autosport no 54               | Ligier JS P320 | 3   | 5   | 1   | 4   | 2   | 3   | 1   | 7   | 1990   | 31  |
| 3    | Riley Motorsports no 91            | Ligier JS P320 | 6   | 4   | 2   | 3   | 3   | 2   | 4   | 3   | 1922   | 33  |
| 4    | Performance Tech Motorsports no 38 | Ligier JS P320 | 5   | 6   | 7   | 2   | 7   | 5   | 2   | 9   | 1790   | 27  |
| 5    | Andretti Autosport no 36           | Ligier JS P320 |     |     |     | 6   | 4   | 4   | 5   | 10  | 1432   | 10  |
| 6    | Jr III Racing no 30                | Ligier JS P320 |     |     |     |     |     |     | 7   | 2   | 608    | 13  |
| 7    | Forty7 Motorsports no 7            | Duqueine D08   | 2   | 7   | 4   |     |     |     |     | 5   | 597    | 23  |
| 8    | United Autosports USA no 2         | Ligier JS P320 |     |     |     |     | 5   |     |     | 6   | 580    | 10  |
| 9    | Sean Creech Motorsport no 33       | Ligier JS P320 | 4   | 2   | 5   | 5   |     |     |     |     | 571    | 21  |
| 10   | Dawson Racing no 34                | Ligier JS P320 |     |     |     |     | 6   | 6   |     |     | 526    | 4   |
| 11   | WIN Autosport no 83                | Duqueine D08   |     |     | 6   |     |     |     |     | 8   | 504    | 12  |
| 12   | FastMD Racing no 40                | Duqueine D08   |     |     |     |     |     |     |     | 4   | 304    | 6   |
| 13   | Wulver Racing no 61                | Ligier JS P320 |     |     |     |     |     |     | 6   |     | 276    | -   |
| -    | Mühlner Motorsports America no 6   | Duqueine D08   | 1   | 3   |     |     |     |     |     |     | 0      | 13  |

#### GT Le Mans
| Pos. | Écurie                   | Voiture                 | DAY | DAY | SEB | BEL | WGL | WGL | LIM | ELK | LGA | LBH | VIR | ATL | Points | MEC |
| Pos. | Écurie                   | Voiture                 | Q   | R   | SEB | BEL | WGL | WGL | LIM | ELK | LGA | LBH | VIR | ATL | Points | MEC |
| ---- | ------------------------ | ----------------------- | --- | --- | --- | --- | --- | --- | --- | --- | --- | --- | --- | --- | ------ | --- |
| 1    | Corvette Racing n̟°3      | Chevrolet Corvette C8.R | 2   | 1   | 4   | 2   | 1   | 1   | 1   | 2   | 2   | 2   | 2   | 6   | 3549   | 40  |
| 2    | Corvette Racing no 4     | Chevrolet Corvette C8.R | 1   | 2   | 5   | 1   | 4   | 2   | 2   | 3   | 1   | 1   | 1   | 4   | 3448   | 44  |
| 3    | WeatherTech Racing no 79 | Porsche 911 RSR-19      | 3   | 6   | 1   |     | 5   | 3   | 3   | 1   | 3   | 3   | 3   | 1   | 3356   | 35  |
| 4    | BMW Team RLL no 24       | BMW M8 GTE              | 6   | 3   | 3   |     | 2   |     |     |     |     |     |     | 3   | 1336   | 35  |
| 5    | BMW Team RLL no 25       | BMW M8 GTE              | 5   | 5   | 2   |     | 3   |     |     |     |     |     |     | 5   | 1251   | 35  |
| 6    | WeatherTech Racing no 97 | Porsche 911 RSR-19      |     |     |     |     |     |     |     |     |     |     |     | 2   | 348    | 9   |
| 7    | Risi Competizione no 62  | Ferrari 488 GTE         | 4   | 4   |     |     |     |     |     |     |     |     |     |     | 308    | 8   |

#### GT Daytona
| Pos. | Écurie                                          | Voiture                      | DAY | DAY | SEB | MOH | BEL | WGL | WGL | LIM | ELK | LGA | LBH | VIR | ATL | Points | WTSC | MEC |
| Pos. | Écurie                                          | Voiture                      | Q   | R   | SEB | MOH | BEL | WGL | WGL | LIM | ELK | LGA | LBH | VIR | ATL | Points | WTSC | MEC |
| ---- | ----------------------------------------------- | ---------------------------- | --- | --- | --- | --- | --- | --- | --- | --- | --- | --- | --- | --- | --- | ------ | ---- | --- |
| 1    | Pfaff Motorsports no 9                          | Porsche 911 GT3 R            | 2   | 12  | 1   | 6   |     | 7   |     | 4   | 1   | 1   | 2   | 1   | 2   | 3284   | 2069 | 38  |
| 2    | Paul Miller Racing no 1                         | Lamborghini Huracán GT3 Evo  | 17  | 3   | 11  | 3   | 6   | 2   | 10  | 2   | 7   | 2   | 1   | 2   | 7   | 3163   | 2520 | 33  |
| 3    | Heart of Racing Team no 23                      | Aston Martin Vantage AMR GT3 | 6   | 5   | 3   | 4   | 1   | 3   | 3   | 1   | 4   | 5   | 6   | 5   | 1   | 3111   | 2539 | 34  |
| 4    | Wright Motorsports no 16                        | Porsche 911 GT3 R            | 8   | 4   | 2   | 12  |     | 8   |     | 8   | 3   | 3   | 3   | 4   | 5   | 2943   | 1750 | 40  |
| 5    | Turner Motorsport no 96                         | BMW M6 GT3                   | 1   | 6   | 8   | 1   | 8   | 1   | 12  | 5   | 2   | 4   | 16  | 12  | 10  | 2880   | 2196 | 27  |
| 6    | Vasser-Sullivan no 14                           | Lexus RC F GT3               | 4   | 16  | 7   | 13  | 4   | 6   | 1   | 3   | 5   | 6   | 4   | 3   | 15  | 2640   | 2407 | 27  |
| 7    | Vasser-Sullivan n̟°12                            | Lexus RC F GT3               | 9   | 13  | 6   | 2   | 5   | 11  | 2   | 10  | 6   | 10  | 13  | 13  | 3   | 2538   | 2130 | 25  |
| 8    | Team Hardpoint no 88                            | Porsche 911 GT3 R            | 13  | 10  | 5   | 11  | 11  | 10  | 8   | 12  | 8   | 8   | 9   | 10  | 8   | 2400   | 1864 | 24  |
| 9    | Magnus Racing avec Archangel Motorsports no 44  | Acura NSX GT3 Evo            | 11  | 11  | 4   | 9   |     | 12  |     | 13  | 13  | 9   | 14  | 14  | 6   | 2228   | 1225 | 24  |
| 10   | CarBahn Motorsports avec Peregrine Racing no 39 | Audi R8 LMS Evo              |     |     |     | 7   | 12  | 9   | 4   | 6   | 10  | 7   | 5   | 7   |     | 1817   | 2092 | 4   |
| 11   | GRT Grasser Racing Team no 19                   | Lamborghini Huracán GT3 Evo  | 18  | 19  | 13  |     | 2   | 13  | 11  | 7   | 15  |     | 17  | 9   | 13  | 1608   | 1426 | 24  |
| 12   | Alegra Motorsports no 28                        | Mercedes-AMG GT3 Evo         | 14  | 9   | 12  | 10  | 10  | 5   | 5   |     |     |     |     | 8   | 4   | 1515   | 1006 | 24  |
| 13   | Gradient Racing no 66                           | Acura NSX GT3 Evo            |     |     |     | 8   | 3   |     | 6   | 11  | 9   | 11  | 8   | 15  |     | 1365   | 1956 | -   |
| 14   | Compass Racing no 76                            | Acura NSX GT3 Evo            |     |     |     | 5   | 9   |     | 9   | 9   | 12  | 13  | 11  |     |     | 1175   | 1678 | -   |
| 15   | NTe Sport no 42                                 | Audi R8 LMS Evo              | 16  | 15  |     |     |     | 4   |     |     | 11  |     |     |     | 9   | 938    | 219  | 18  |
| 16   | SunEnergy1 Racing no 75                         | Mercedes-AMG GT3 Evo         | 10  | 2   | 9   |     | 7   | 14  |     |     |     |     |     |     |     | 778    | 265  | 21  |
| 17   | Heart of Racing Team n̟°27                       | Aston Martin Vantage AMR GT3 |     |     |     |     |     |     |     |     |     | 12  | 12  | 6   |     | 669    | 669  | -   |
| 18   | Winward Racing no 57                            | Mercedes-AMG GT3 Evo         | 5   | 1   |     |     |     |     |     |     |     |     |     |     | 11  | 598    | -    | 22  |
| 19   | Gilbert / Korthoff Motorsports no 32            | Mercedes-AMG GT3 Evo         |     |     |     |     |     |     | 7   |     | 14  |     |     | 11  | 14  | 593    | 665  | 6   |
| 20   | Scuderia Corsa no 63                            | Ferrari 488 GT3              | 7   | 14  |     |     |     |     |     |     |     |     | 10  |     |     | 418    | 224  | 8   |
| 21   | TF Sport no 97                                  | Aston Martin Vantage AMR GT3 | 12  | 7   |     |     |     |     |     |     |     |     |     |     |     | 259    | -    | 8   |
| 22   | O'Gara Motorsport / USRT (en) no 26             | Mercedes-AMG GT3 Evo         |     |     |     |     |     |     |     |     |     |     | 7   |     |     | 255    | 255  | -   |
| 23   | AF Corse no 21                                  | Ferrari 488 GT3              | 15  | 8   |     |     |     |     |     |     |     |     |     |     |     | 246    | -    | 13  |
| 24   | Team Hardpoint EBM n̟°99                         | Porsche 911 GT3 R            |     |     | 10  |     |     |     |     |     |     |     |     |     |     | 234    | -    | 6   |
| 25   | Inception Racing with Optimum Motorsport no 70  | McLaren 720S GT3             |     |     |     |     |     |     |     |     |     |     |     |     | 12  | 209    | -    | 6   |
| 26   | GMG Racing n̟°34                                 | Porsche 911 GT3 R            |     |     |     |     |     |     |     |     |     |     | 15  |     |     | 176    | 176  | -   |
| 27   | GRT Grasser Racing Team no 111                  | Lamborghini Huracán GT3 Evo  | 3   | 18  |     |     |     |     |     |     |     |     |     |     |     | 160    | -    | 8   |
| 28   | Team TGM no 64                                  | Porsche 911 GT3 R            | Np. | 17  |     |     |     |     |     |     |     |     |     |     |     | 140    | -    | 8   |